# Wildenbruch (Michendorf)
Wildenbruch ist ein Ortsteil der Gemeinde Michendorf im Landkreis Potsdam-Mittelmark in Brandenburg.
Der Ort hat einschließlich der Gemeindeteile Wildenbruch-Bergheide, Wildenbruch-Lehnmarke und Wildenbruch-Six 2.574 Einwohner (Stand 31. Dezember 2023) auf einer Fläche von 11,22 km² und liegt an der Landesstraße 73 zwischen Michendorf und Luckenwalde am Rande des Naturparks Nuthe-Nieplitz. Der Ortsteil erstreckt sich auf dem Gebiet zwischen der Bundesstraße 2 im Westen, der Bundesautobahn 10 im Norden und dem Großen Seddiner See im Süden.
Regional bekannt ist der Ort unter anderem durch seine wuchtige Feldsteinkirche und den Golf- und Countryclub Seddiner See, dessen zwei 18-Loch-Golfplätze sich am Nordufer des Sees vollständig auf dem Gebiet Wildenbruchs erstrecken. Das Dorf hatte im Mittelalter eine wichtige strategische Funktion zum Schutz der Heer- und Handels- sowie späteren Poststraße Leipzig–Berlin und wurde bei der Deutschen Ostsiedlung entsprechend großzügig ausgestattet.

## Geologische Lage
Wildenbruch liegt am Rand einer weichselglazialen Schmelzwasserabflussbahn, deren Wasser von Ferch, im Ostteil der Zauche, über den (jeweils heutigen) Großen und Kleinen Lienewitzsee sowie den Karinchensee zunächst nach Süden, dann über das Seddiner Fenn, die Seddiner Seen und den Langen Grund durch die Fresdorfer Heide nach Osten Richtung Saarmund in die Trebbin-Potsdamer Abflussbahn strömten. In dieser Ebene zwischen dem Saarmunder Endmoränenbogen und dem Teltowplateau fließen heute die Nuthe und Nieplitz. Die Rinnenbeckenseen der Seddiner Seenkette bilden ein Relikt der eiszeitlichen Abflussbahn. Der Seddiner See bildete sich an einer untergeordneten Lobennaht heraus. Am Nordostrand der Wildenbrucher Bucht des heute 218 Hektar umfassenden Großen Seddiner Sees liegt der Dorfkern Wildenbruchs auf einer Höhe von 41 m ü. NHN. Die höchste Erhebung bildet mit 79 m ü. NHN der Michendorfer Berg am Ostrand der Siedlung Bergheide.

## Geschichte

### Etymologie und urkundliche Ersterwähnung
Der Name Wildenbruch verweist auf die auch heute noch zum Teil sumpfige Umgebung des Dorfes. Wildenbruch wurde erstmals 1375 im Landbuch Karls IV. als Wildenbruke urkundlich erwähnt. Reinhard E. Fischer führt die Bezeichnung auf eine Namensübertragung des belgischen Ortes Willebroek zurück, der 1180 als Wildebroc vermerkt ist. „Dieser Name bezeichnet eine Siedlung bei einem wilden, öden Sumpf“ beziehungsweise Bruch. Das Landbuch erfasst Wildenbruch mit einem umsatzstarken Krug an einer Handelsstraße. Auch die heutige Ortslage Lehnmarke ist 1375 als Wohnort bereits vermerkt. Die Ortslagen Six und Bergheide entstanden nach 1928 als reine Waldsiedlungen.

### Frühe Besiedlung, Germanen und Slawen
Bodenfunde an den Seddiner Seen deuten auf erste saisonale Ansiedlungen vor mehr als 10.000 Jahren hin, der Übergangszeit jungsteinzeitlicher Jäger- und Sammlerkulturen zu sesshaften Bauern mit domestizierten Tieren und Pflanzen. Funde von Tonscherben auf dem Wildenbrucher Rötberg und bei der Restaurierung der Kirche legen nahe, dass die Region von den Semnonen, dem germanischen Zweigstamm der elbgermanischen Sueben, bewohnt war. Nach der Wanderung der Germanen ab dem 3. und 4. Jahrhundert in Richtung Schwaben zogen in den wahrscheinlich weitgehend siedlungsleeren ostelbischen Raum im 6. und 7. Jahrhundert Slawen ein. Zahlreiche Bodenfunde in Wildenbruch belegen die slawische Siedlungstätigkeit. Dabei zählten die Zauche und die Seddiner Seen zur spätslawischen Siedlungsbewegung:

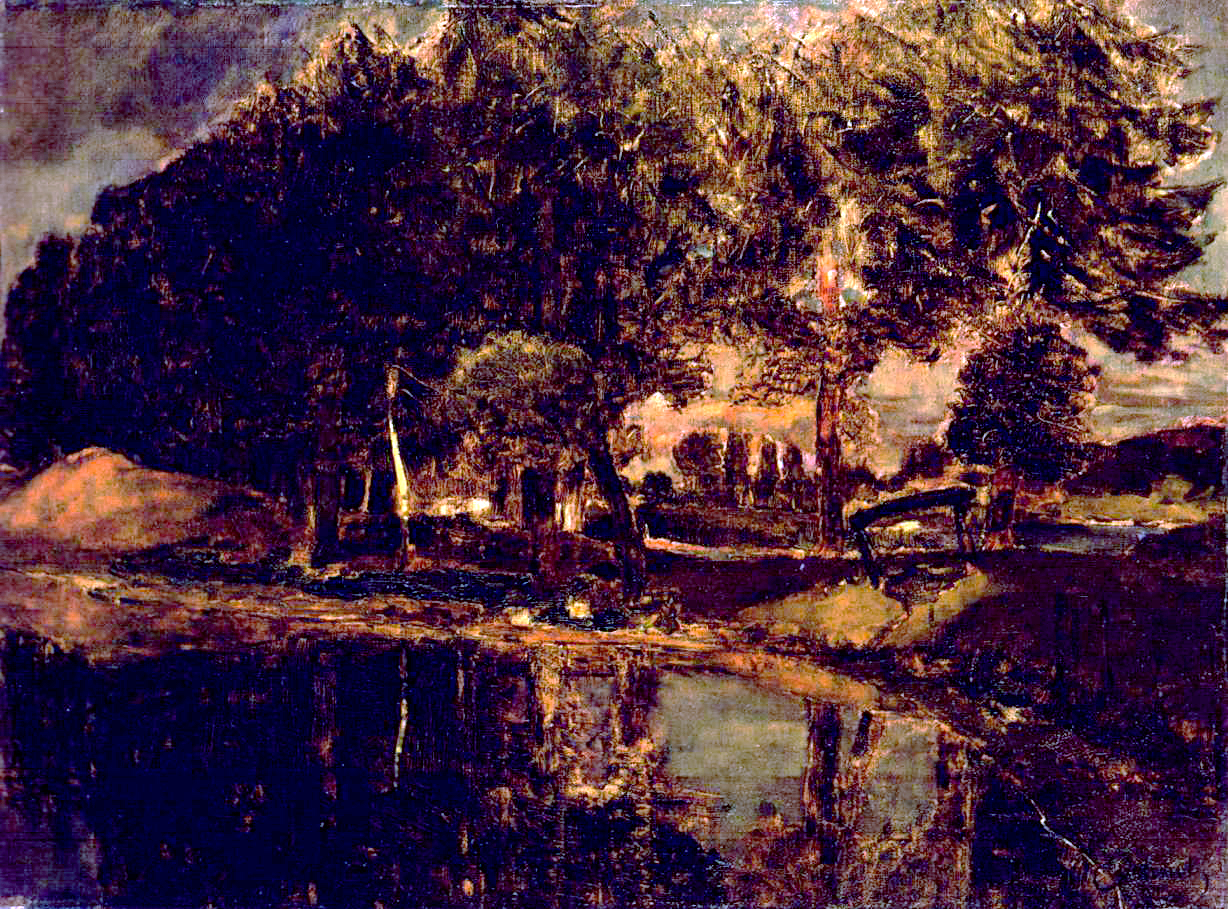
Die Landenge zwischen dem Großen Seddiner und Kähnsdorfer See mit der ehemaligen Handels- und Poststraße auf dem Gemälde Am Seddiner See bei Kähnsdorf von Carl Schuch von 1880

„Erst im 11. oder 12. Jahrhundert drang die spätslawische Siedlung – in eher spärlichem Umfang – auf die Hochfläche vor, und zwar im Süden der Lehniner Seenkette, südlich des Schwielowsees, am Seddinsee und in der Gegend von Beelitz.“

### Deutsche Ostsiedlung und strategische Bedeutung (12. bis 14. Jahrhundert)
Wann genau die Deutsche Ostsiedlung nach der Gründung der Mark Brandenburg durch Albrecht den Bären im Jahr 1157 in Wildenbruch einsetzte, ist nicht bekannt. Angeblich gibt es Hinweise auf eine Besiedlung bereits um 1175, womit die spätslawische und die deutsche Siedlung fast zeitgleich erfolgt wären. Bei der askanischen Landteilung 1258 zwischen der Ottonischen und Johanneischen Linie fielen die Zauche und damit auch Wildenbruch an Markgraf Otto III. Das Landbuch von 1375 gibt für Wildenbruch 59 Hufen Acker- und Weideland an. Diese wie im Nachbardorf Fresdorf großzügige Ausstattung mit Land und überdurchschnittliche Ansiedlung mit Bauern war strategisch begründet. Wildenbruch und Fresdorf sollten eine Heer- und Handelsstraße insbesondere an ihrer gefährdetsten Stelle, der Landenge zwischen dem Kähnsdorfer See und dem Seddiner See, sichern. Dies wird auch durch die Flur Burgwall dokumentiert, ein annähernd rechteckiges Ackerstück, allerdings ohne Befestigungsspuren, das 200 m westlich des Ortes in sumpfigem Wiesengelände liegt. Es handelt sich wahrscheinlich um eine frühdeutsche Anlage. Die spätere Poststraße bestand in Wildenbruch bis zum Dammbau durch den Seddiner See im Jahr 1804, der die vorherige umständliche Nordverbindung von Treuenbrietzen über Beelitz, Kähnsdorf, Wildenbruch, Saarmund, Michendorf nach Potsdam mit der Direktverbindung Beelitz – Michendorf (heutige B 2) deutlich abkürzte. Die heutige Alte Poststraße in Wildenbruch ist ein Teil der historischen Wegeverbindung.

### Wildenbruch im Konflikt zwischen Landesherrschaft und Landadel
Überregional verband der Handelsweg Leipzig und Wittenberg mit Berlin. Im 15./16. Jahrhundert spielte seine Sicherung in den Konflikten der Landesherren mit dem plündernden und raubenden landständischen Adel eine große Rolle.

#### Blockierung der Nordroute durch die Quitzows (15. Jahrhundert)

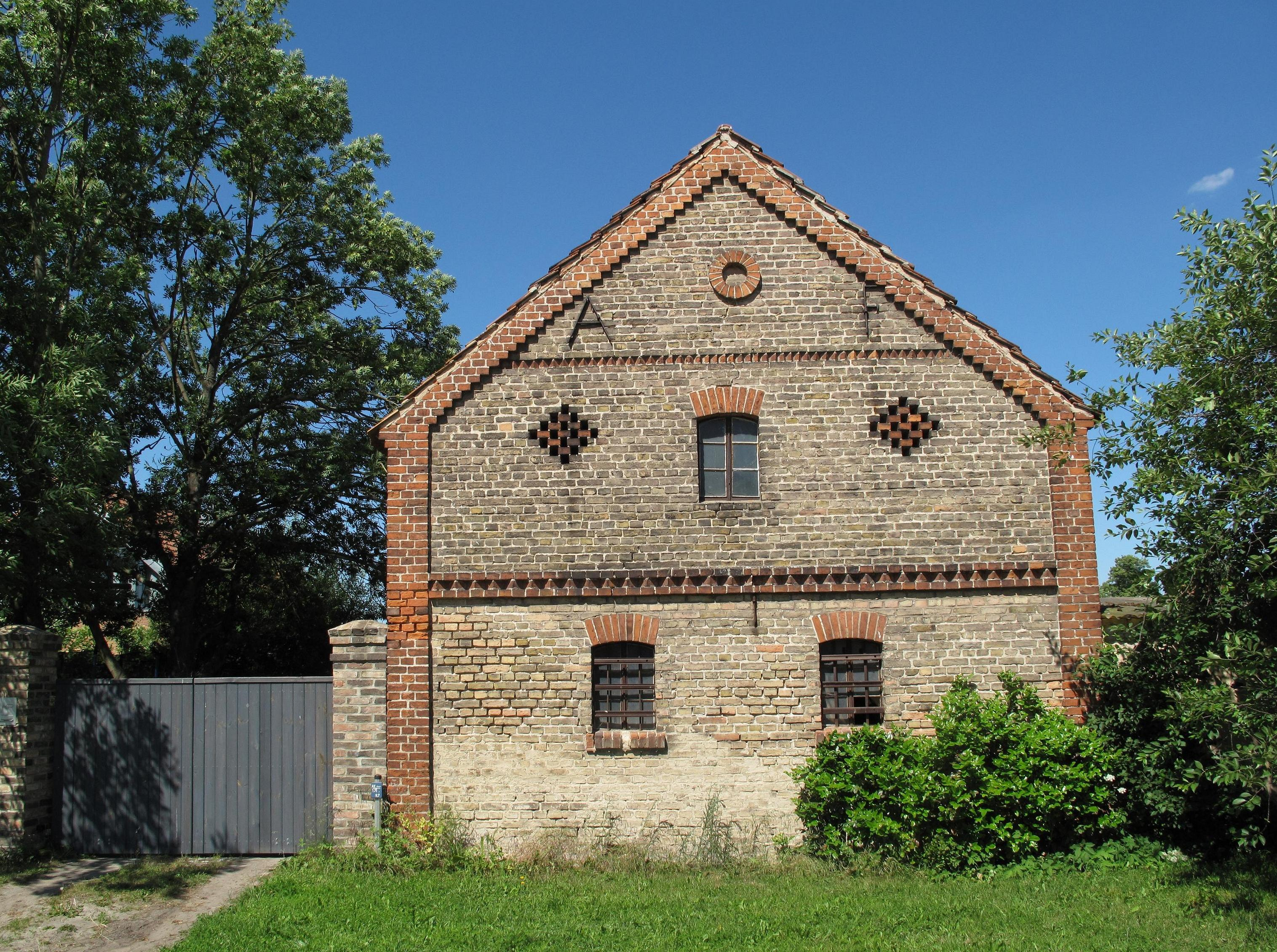
Hof in der Dorfstraße

In der Endphase der Luxemburger Herrschaft unter Jobst von Mähren um 1410 beherrschten die Quitzows die wichtigen Burgen Rathenow, Friesack, Bötzow, Köpenick und Saarmund und damit alle Zugänge nach Berlin/Cölln. Damit war auch die Nordroute zwischen Wildenbruch und Saarmund unterbrochen. Wildenbruch war zu dieser Zeit wahrscheinlich an Beelitz gebunden. So teilt Riedel im Codex diplomaticus Brandenburgensis mit, dass „das Dorf Wildenbruch an mehre[re] Bürger zu Beelitz im Ganzen 7 Mandel Groschen jährlich entrichten und daß die Bauern neben Körner-Abgaben auch noch an Zins drei Beelitzsche Schillinge auch drei Münzpfennige zu geben hatten.“ Beelitz gehörte zu dem märkischen Städtebund, der sich 1393 zur Landfriedenswahrung zusammengeschlossen hatte und in dem sich die Städte urkundlich verpflichteten, je nach ihrer wirtschaftlichen Kraft Gewaffnete und Schützen auszurüsten. Am 30. Oktober 1412 beschied Sigismund von Luxemburg die beiden Quitzow-Brüder und ihren Verbündeten Kaspar Gans zu Putlitz vor sein Hofgericht. Am 4. und 5. April 1413 wurde vertraglich festgelegt, dass Johann „Hans“ von Quitzow seine Burgen behalten durfte, die Burg und Stadt Saarmund aber herausgeben musste – die Nordroute war wieder offen.
Am 25. November 1420 verpfändete Kurfürst Friedrich I., der erste regierende Hohenzoller in der Mark Brandenburg, dem Amtmann von Wittbrietzen, Trebbin und Beelitz einige Hebungen von Beelitz und den Dörfern Schönefeld und Wildenbruch. Friedrich II. („Der Eiserne“) übereignete am 4. Februar 1454 der Beelitzer Kirche und am 27. März 1454 auch der Elenden-Gilde in Beelitz einige Zinsen und Renten von Wildenbruch.

#### Landreiter zum Wegeschutz (16. Jahrhundert)
1550 war das Dorf ein Pfandstück der Adelsfamilie von Rochow, die im Spätmittelalter zu den einflussreichsten Familien in der Zauche gehörte. Die Nachbardörfer Michendorf, Fresdorf und Langerwisch gehörten hingegen zum kurfürstlichen Amt Saarmund. Allerdings forderte das Amt die Wildenbrucher Bauern 1563 auf, Hand- und Spanndienste zu leisten. Im 16. Jahrhundert gewann die Sicherung der Handelsstraße erneut Bedeutung.

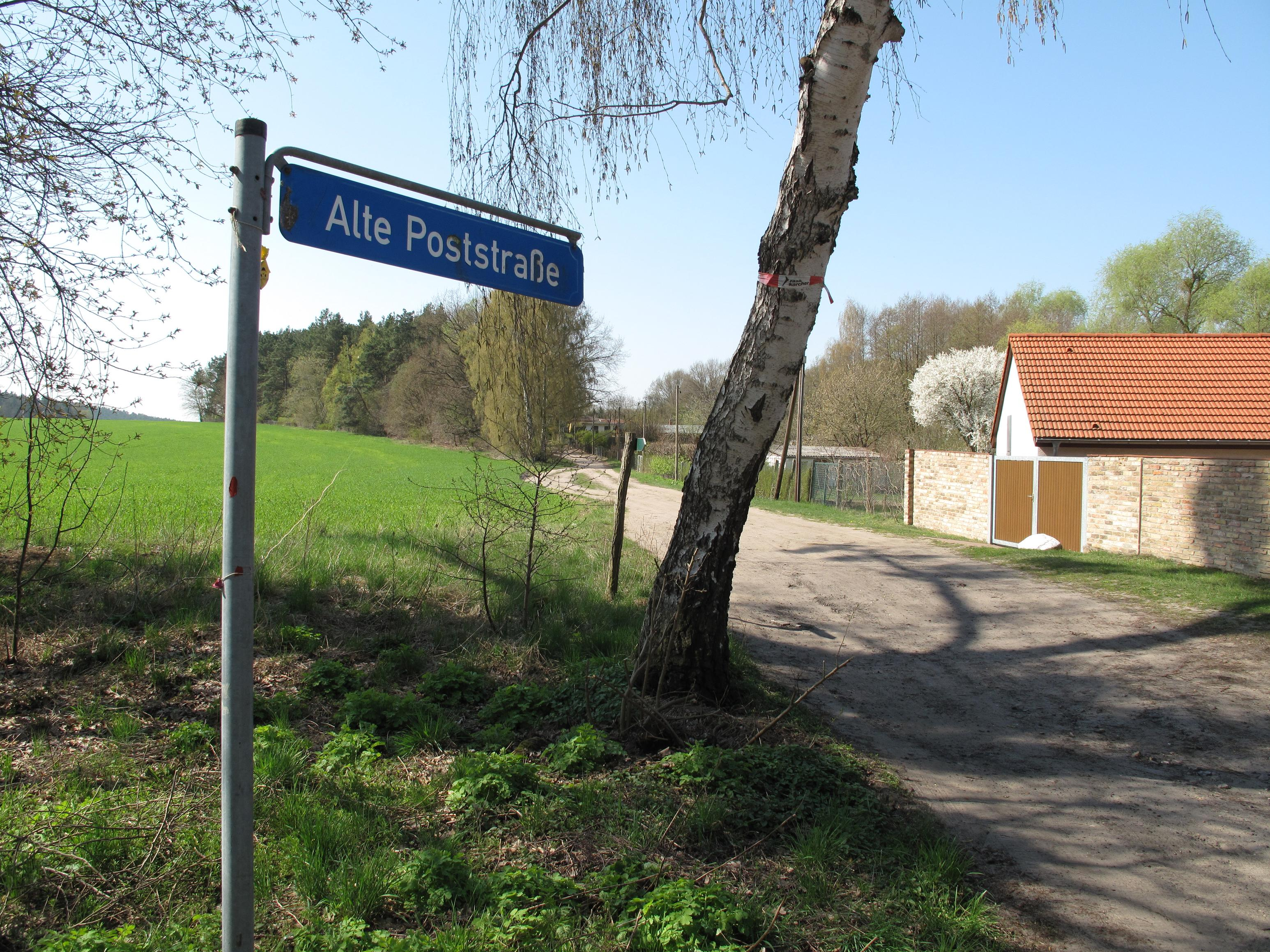
Alte Poststraße, südöstlich des Wildenbrucher Dorfkerns

„Unter Kurfürst Joachim I. Nestor, der erst 15 Jahr alt den Thron bestiegen hatte, erlaubte sich der Adel, die große Jugend des Kurfürsten benutzend, das ihm auferlegte Joch wieder abzuschütteln und die alten Zeiten der Zügellosigkeit wieder zu erneuern. Beraubungen von Kaufleuten und andern Reisenden auf den Landstraßen waren wieder an der Tagesordnung. Auf die vielfachen Klagen der märkischen Unterthanen ergingen Seitens des Kurfürsten gemessene drohende Verordnungen und Verbote solcher Ueberschreitungen, und als diese nicht fruchteten, ließ er eine Anzahl dieser Raubritter, die auf frischer That ergriffen waren, enthaupten und verordnete, daß auch die Städte und Dörfer Aufseher hielten, die die Landstraßen von den Räubern säubern mußten.“

1599 ließ Joachim Friedrich die Mittelmark in sechs Landreiter-Bezirke, sogenannte Beritte, teilen, darunter den Beritt Beelitz. Die Landreiter sicherten die Straßen und hatten zudem Befugnisse zum Einzug von Steuern und weiteren Abgaben. Spätestens 1608 war Wildenbruch Teil des Kreises Zauche im Beritt Beelitz.

### Dreißigjähriger Krieg, Pest und Erholung durch das Handwerk (17./18. Jahrhundert)
Im Dreißigjährigen Krieg schlug ein Teil der Schwedischen Armee 1630/31 bei Tremsdorf ein festes Lager auf und forderte von den umliegenden Dörfern Kriegstribute. Ab 13. Januar 1631 plünderten 1000 Schweden drei Tage lang Wildenbruch, schlachteten Rinder und konfiszierten elf Pferde. Am 24. Oktober 1631 kamen die Schweden erneut in den Ort und brannten nach einem Zechgelage den Dorfkrug nieder. Zeitgleich fiel ein Drittel der Einwohner (51 von rund 150) der Pestwelle zum Opfer. 1637 wütete die Pest erneut im Dorf und schwedische Söldner zogen weiterhin durch Wildenbruch. Zum Ende des Krieges 1648 waren von 18 Bauern- und Kossätenhöfen 6 verblieben. Erst rund 50 Jahre später, 1694, wurde der verwüstete Dorfkrug wieder aufgebaut.
Zu Beginn des 18. Jahrhunderts erholte sich Wildenbruch allmählich von den Folgen des Kriegs und der Pest. 1718 wurde das Schneiderhandwerk gegründet. 1722 wurden auf dem Kirchhof die ersten 26 Maulbeerbäume gepflanzt. Die merkantilistisch motivierte Seidenraupenzucht, die Preußen von ausländischer Seidenlieferung unabhängiger machen sollte, wurde dann von Friedrich dem Großen auch in Wildenbruch systematisch ausgebaut und gefördert. Bis Ende des 19. Jahrhunderts bestanden zahlreiche Maulbeerplantagen. 1732 erhielt Wildenbruch eine Schmiede und 1737 wurden acht hufenlose Häuser mit Tagelöhnern, Handwerkern und dem Dorfhirten belegt.

### Napoleonische Kriege und Landkreis Zauch-Belzig (19. Jahrhundert)

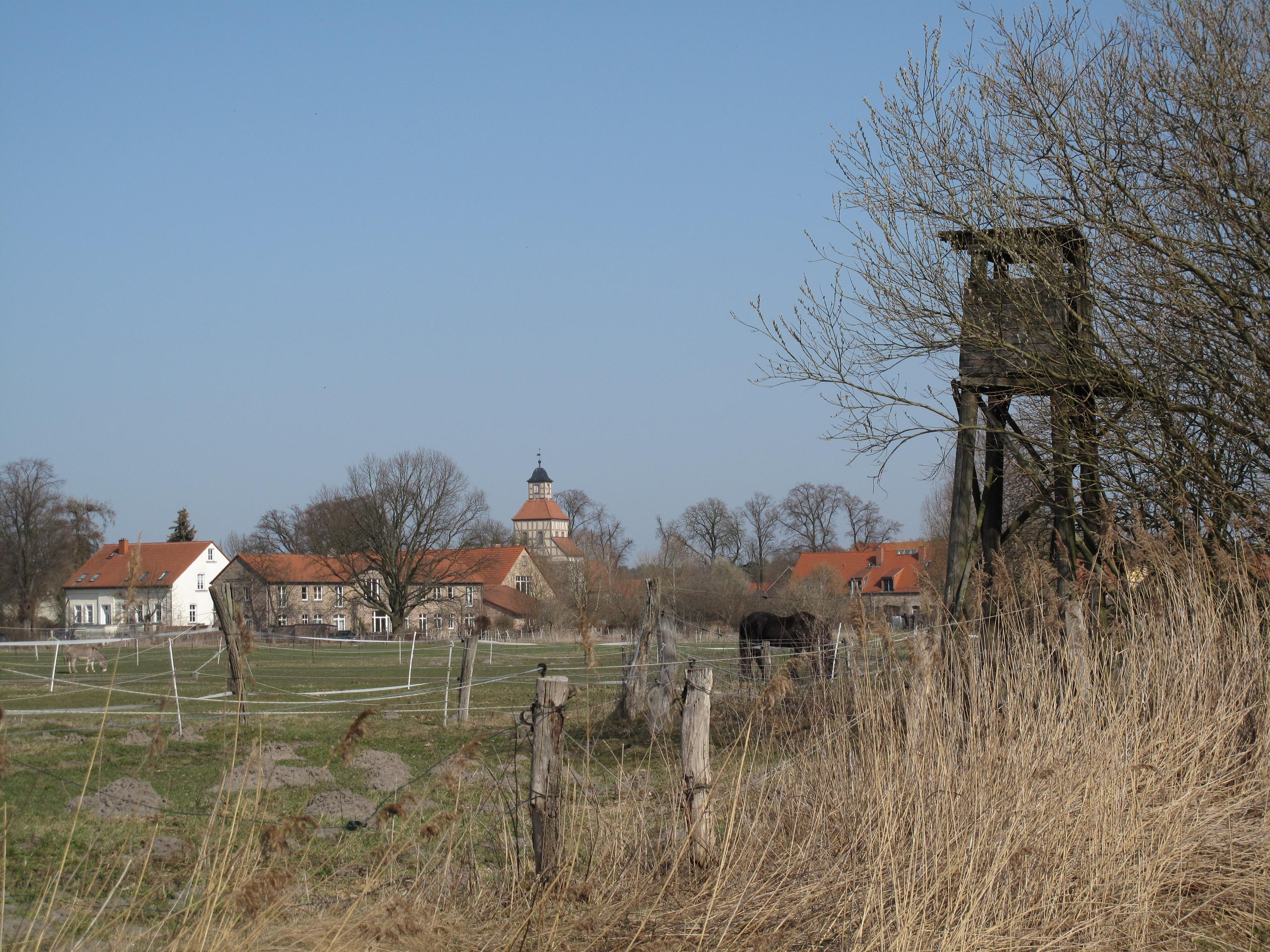
Dorfkern Wildenbruchs

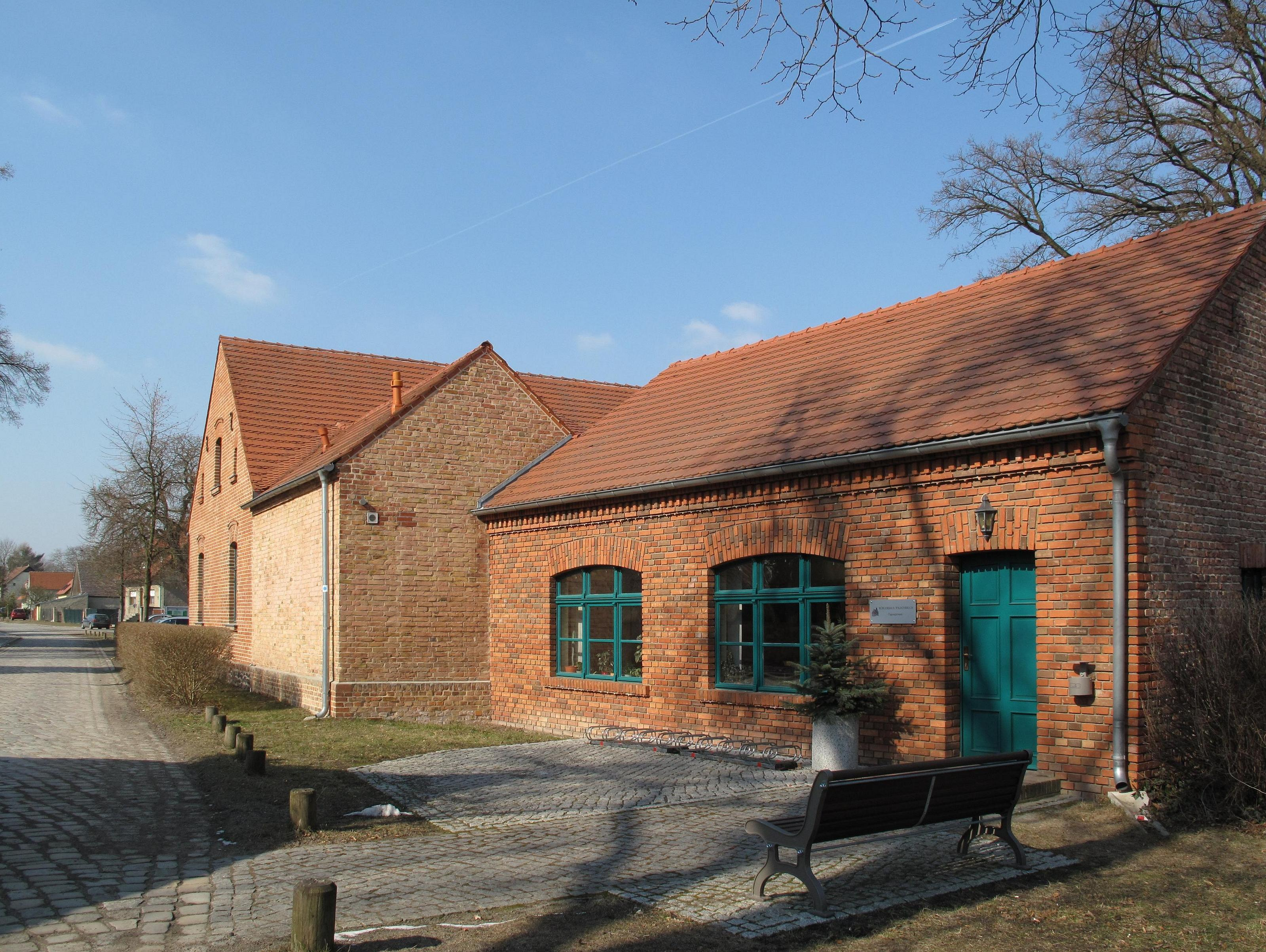
Bürgerhaus Wildenbruch, eröffnet 2005 im ehemaligen Schulgebäude

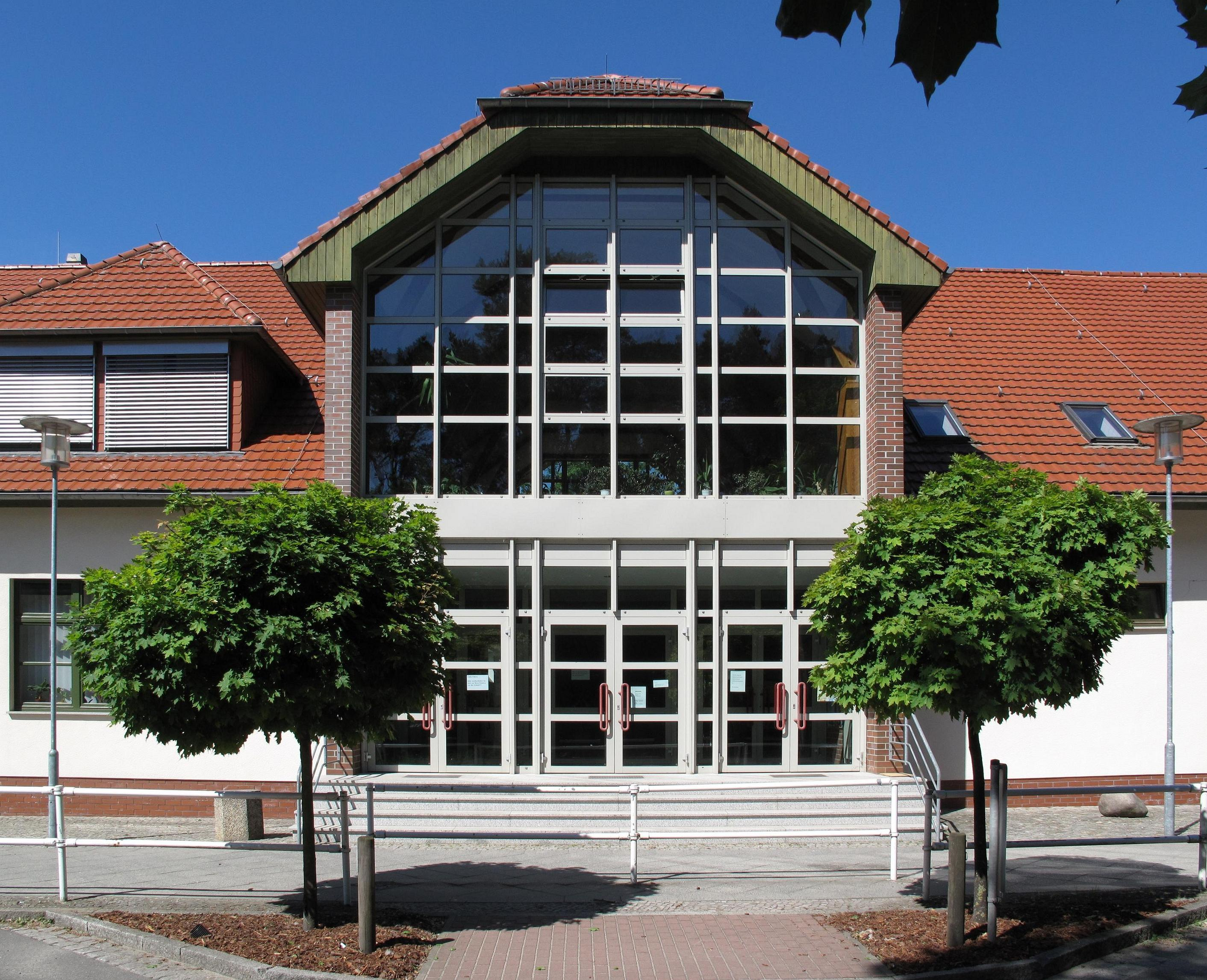
Neue Grundschule von 1993

Die Napoleonischen Kriege brachten erneut harte Belastungen für das Dorf mit sich. 1806 lagen rund 14.000 napoleonische Soldaten und Reiter vor Wildenbruch, 4773 Pferde waren zu versorgen. 165 Offiziere quartierten sich direkt in den Häusern des Ortes ein. In Scheunen und Zelten wurden 13795 Soldaten untergebracht. Die Besatzer requirierten 7 Kühe, 2 Ochsen, 340 Schafe, 135 Schweine, 290 Gänse, 288 Hühner und 1000 Scheffel Getreide. Nach der Niederlage Napoleons in den Befreiungskriegen wurden die Kreise im preußischen Staat nach dem Wiener Kongress neu gegliedert. Seit 1818 gehörte Wildenbruch als eigenständige Gemeinde zum neugegründeten Landkreis Zauch-Belzig. Am 1. Dezember 1875 verzeichnete der Ort 237 und am 1. Dezember 1890 245 Einwohner. Obwohl die alten strohgedeckten Höfe bereits Mitte des 19. Jahrhunderts weitgehend durch kompakte Wohnhäuser und Wirtschaftsgebäude ersetzt worden waren, fielen am 27. Januar 1884 einem Großbrand fünf Bauernhöfe zum Opfer.

### Vervielfachung der Einwohnerzahl (20./21. Jahrhundert)
1910 hatte die Einwohnerzahl gegenüber 1890 leicht abgenommen und lag bei 233. In den folgenden Jahrzehnten stieg die Zahl stetig an. 1925 lag sie bei 405, 1933 bei 831 und 1939 bei 1141. 1945 bis auf 1457 gestiegen, nahm die Zahl anschließend ab und erreichte 1992 mit 1117 wieder das Niveau von 1939. Seitdem verzeichnet Wildenbruch erneut kräftige Zuwächse über 1223 Einwohner im Jahr 1996 auf 1851 im Jahr 2009. Der Zuwachs Anfang der 1930er-Jahre lag an der Gründung der Waldsiedlungen Six und Bergheide, die für den Zuzug von Abwanderern aus den ehemaligen Provinzen Posen und Westpreußen sowie von Berlinern angelegt wurden. Die Zuwächse erfolgten wie in weiteren Orten im Speckgürtel Berlins entgegen der sonstigen Entwicklung in Brandenburg. Die Aufnahme von Flüchtlingen des Zweiten Weltkriegs und von ausgebombten Berliner Familien führte in den 1940er-Jahren zu einer weiteren Zunahme.
Anfang der 1930er-Jahre errichtete die Reichsfachgruppe für Bienenzucht an der Hauptstraße/Ecke Grenzstraße eine der größten Honigbienenfarmen der Region. Die Bienenhäuser bestanden bei wechselndem Besitz bis 1978. In der Zeit des Nationalsozialismus gehörte Wildenbruch wie die Nachbardörfer Fresdorf und Stücken, in denen der NSDAP-Stimmenanteil noch höher lag, zu den nationalsozialistischen Hochburgen. Bei der Reichstagswahl im Juli 1932 erreichte die NSDAP mit einem Anteil von 56 % die absolute Mehrheit. In der Schlacht um Berlin am Ende des Zweiten Weltkriegs verlief der äußere Sperrring um die Reichshauptstadt direkt durch Wildenbruch entlang des Nordufers des Großen Seddiner Sees. Am 23. April 1945 überrollte die 3. Panzer-Grenadier-Armee der Roten Armee den Ring ohne großen Widerstand. Die Mühle des Dorfs brannte bei den Kämpfen ab.
1952 löste die DDR die Länderstruktur auf und Wildenbruch kam zum Kreis Potsdam im neuen Bezirk Potsdam. Im gleichen Jahr wurde die Landwirtschaftliche Produktionsgenossenschaft (LPG) gebildet, in der 1960 alle Wildenbrucher Bauern, teils durch Zwang, vereinigt waren. Ende 1965 verteilte die LPG erstmals eine Jahresendauszahlung als Gewinnbeteiligung an ihre Mitglieder. 1973 wurde die LPG Wildenbruch mit landwirtschaftlichen Betrieben der Nachbardörfer zu größeren Produktionseinheiten zusammengeschlossen. Zwischen 1970 und 1989 wurden freie Grundstücke für die Naherholung erschlossen. Viele Bürger aus den Ballungsgebieten Halle, Leipzig, Bitterfeld, Magdeburg und Berlin/Potsdam errichteten in der Gemeinde Wildenbruch ihr Wochenendhaus.
Nach der Wende entstanden auf den brachliegenden Ackerflächen der LPG über dem Nordufer des Großen Seddiner Sees der 185 Hektar umfassende Platz des Golf- und Countryclubs Seddiner See und ein Wohnviertel für gehobene Ansprüche. 1990 erhielt Wildenbruch einen neuen Grundschulbau, der 1994 um einen zweiten und 2009 um einen dritten Gebäudetrakt erweitert wurde. 1995 wurde das Dorf teilweise an die zentrale Abwasserentsorgung angeschlossen und 1996 am Saarmunder Weg ein weiteres Gelände für Eigenheime erschlossen. Es folgten der Neubau einer Sport- und Mehrzweckhalle und des Feuerwehrhauses. Im Rahmen der Dorferneuerung wurde die alte Schule gegenüber der Dorfkirche saniert. 2005 wurde das Bürgerhaus Wildenbruch als Dorfgemeindezentrum eröffnet.
Seit dem 26. Oktober 2003 ist Wildenbruch einer von sechs Ortsteilen der Gemeinde Michendorf im 1993 gebildeten Landkreis Potsdam-Mittelmark.

## Entwicklung der Gemeindeteile
Die drei Gemeindeteile Lehnmarke, Bergheide und Six liegen westlich des Wildenbrucher Dorfkerns und umfassen Teile des Kunersdorfer Forstes. Dabei reicht die Fläche der Siedlung Six über die Bundesstraße 2 hinaus. Zwei erst nach der Wende befestigte Straßen führen von der B2 durch die Siedlungen zum Dorfkern Wildenbruchs.
Wegen der unmittelbaren Lage an der Autobahn 10 (Berliner Ring), die dort ab 2013 weiter ausgebaut werden soll, fordern Bürger aus Bergheide und Six seit 2010 in der Initiative Lärmschutz jetzt, die bisherige Konzeption des Lärmschutzes zu überarbeiten. Dazu wurde eine Machbarkeitsstudie in Auftrag gegeben, inwieweit die Lärmschutzwände mithilfe der vorgesehenen Solarpanels optimiert werden können. Die weitergehende Forderung, die Ausbaupläne der Raststätte Michendorf zu reduzieren, konnte nicht durchgesetzt werden. Inzwischen wurde für einen Teil der durchgehenden Fahrbahn die Verwendung offenporigen Asphalts zugesagt. Die Aufforstungen als Ausgleichsmaßnahme für die Umwelt werden nach Beschwerden der Bürgerinitiative nun ortsnah ausgeführt, statt wie ursprünglich geplant bei Ribbeck oder Thyrow.

### Ziegelproduktion in Lehnmarke
Wie Wildenbruch ist auch der Gemeindeteil Lehnmarke erstmals 1375 im Landbuch Kaiser Karls IV. urkundlich erwähnt. Die Größe des Ortes gibt das Landbuch mit zehn Hufen an. Sehr wahrscheinlich wurde auch Lehmarke bereits im Zuge der Deutschen Ostsiedlung besiedelt. Umstritten ist unter Historikern, ob die frühere Wendemarke und Lehnmarke identisch sind. Als gesichert gilt, dass die hier lebenden Slawen (Wenden) aus Wildenbruch verdrängt und dann in der Lehnmarke als Kossäten wieder angesiedelt wurden.

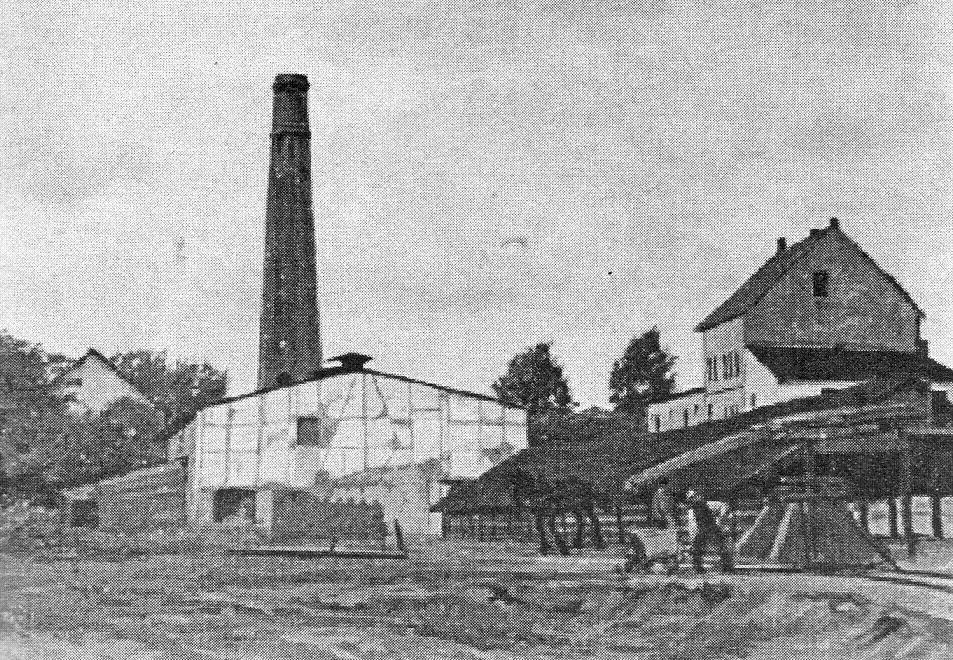
Ziegelei Lehnmarke, Gemälde, um 1908

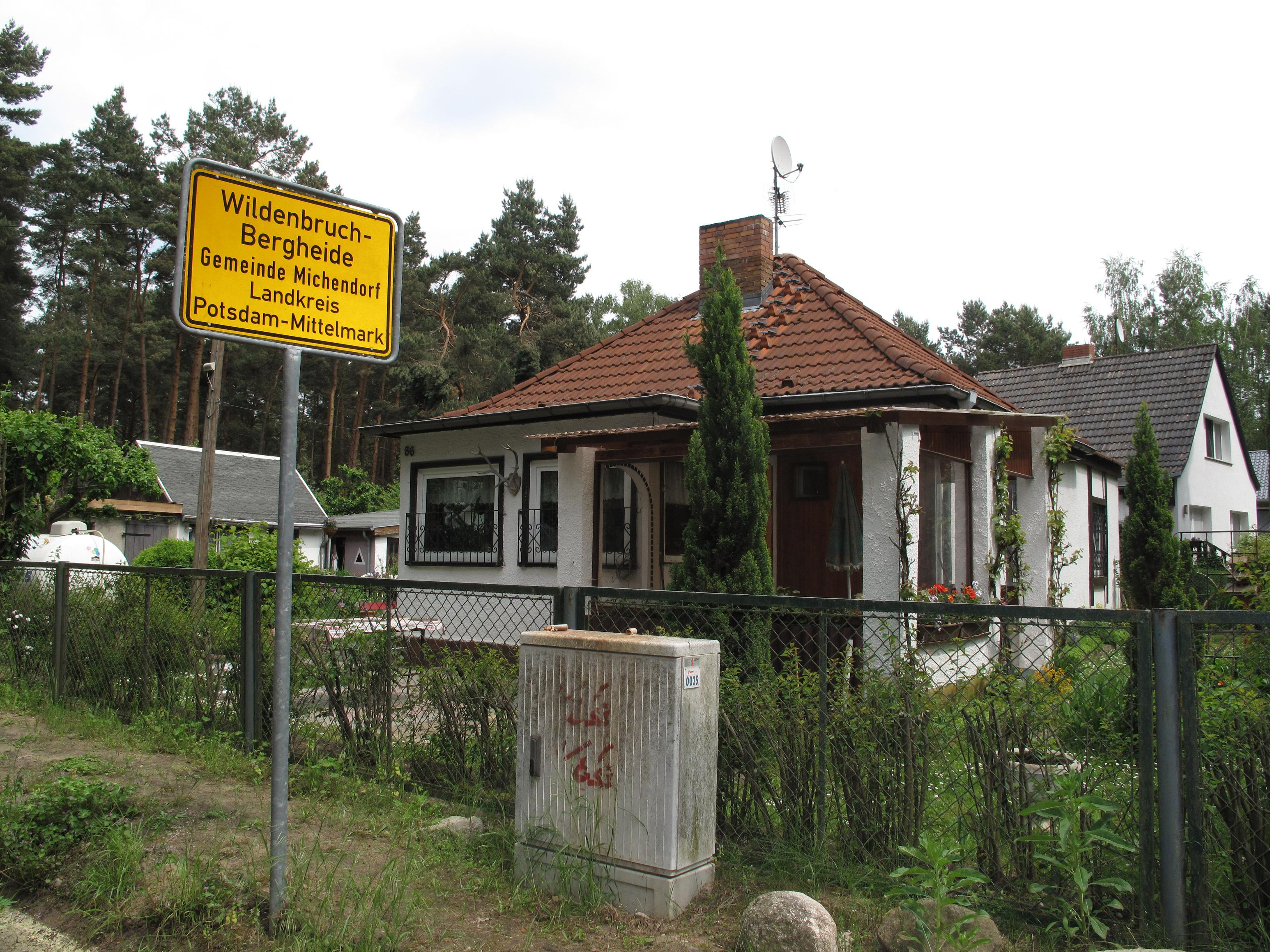
Siedlung Bergheide, 2010

Initiiert durch die Zisterziensermönche des Klosters Lehnin gewannen der Lehmabbau und die Ziegelproduktion in der Zauche und im Havelland seit dem 15. Jahrhundert eine große wirtschaftliche Bedeutung; das nahe gelegene Industriedenkmal Ziegeleimuseum Glindow dokumentiert die Arbeit der Ziegeleien. Mitte des 19. Jahrhunderts wurde auch in Lehnmarke eine Ziegelei errichtet, die 1908 wieder stillgelegt wurde. Von dieser Lehnmarke 2 – heute zum Nachbarort Neuseddin gehörend – blieb nur ein Wohnhaus übrig. Unterhalb Lehnmarkes am Rundweg um den Großen Seddiner See zeugen mehrere Tonlöcher aus der Vergangenheit des Tonabbaus. Die Heimatstube Kähnsdorf zeigt gelochte alte Ziegel, die zur Beschwerung von Fischereigeräten dienten. Eine Straße in Lehnmarke besteht noch heute aus extra hart gebrannten alten Steinen, die zur Wegpflasterung verwendet wurden.
Das heutige Gesicht Lehnmarkes prägen Eigenheime, die sich bis zum Seeufer herunterziehen und die überwiegend in den Siedlungsbewegungen des 20. Jahrhunderts entstanden. Oberhalb der alten Siedlung wurde zu Beginn des 21. Jahrhunderts eine gehobene Wohnanlage gebaut, die zum Gesamtprojekt des Golfclubs gehört und die noch um ein Hotel erweitert werden soll.

### Bergheide und Six
Die Siedlung Bergheide erhielt ihren Namen nach der erhöhten Lage in einem Nadelwald und entstand nach 1928. Der Wald gehörte Wildenbrucher Bauern, die ihn um 1920 an einen Investor verkauften. Der neue Besitzer ließ den Wald parzellieren und verkaufte die Parzellen überwiegend an vermögende Berliner weiter, die das Land zunächst als Wochenend-Grundstück nutzten. Pläne zur Verlängerung der S-Bahn Berlin bis zur Autobahn und zum Bau einer kleinen Kapelle zerschlugen sich durch den Beginn des Zweiten Weltkriegs. Bis 1976 versorgten sich die Bergheider mit vier Pumpen und einigen privaten Brunnen mit Trinkwasser. Zwischen 1976 und 1978 bauten die Anwohner in eigener Regie ein Pumpenhaus und verlegten Wasserleitungen.
Die Siedlung Six entstand um 1933 und trägt ihren Namen nach der Six-Baustoff-Handelsgesellschaft mbH, die 1935 Angebote für den Bau einer Waldsiedlung mit Einheitshäusern vorlegte. Allerdings wurden von der Siedlungsgesellschaft wegen des Beginns des Zweiten Weltkriegs lediglich zwei Häuser realisiert. Danach durften Häuser nach eigenen Plänen gebaut werden. Im Wald der kleinen Siedlung ließ Alfred Rosenberg, Leiter des Reichsministeriums für die besetzten Ostgebiete (RMfdbO), 1943 ein Lager anlegen, das durch ein Eisenbahn-Anschlussgleis mit Neuseddin verbunden wurde. In dem Lager des sogenannten Ostministeriums arbeiteten niederlandische, polnische und ukrainische Zwangsarbeiter. Nach Ende des Krieges wurden die Baracken abgebaut und die Bunker gesprengt. Das Wasserwerk des Lagers nutzten die Anwohner, indem sie ihre Siedlung in Eigeninitiative mit einer Wasserleitung a das Werk anschlossen. Die daraus hervorgegangene private Wassergesellschaft bestand bis 1972 und ging anschließend in der staatlichen Wasserwirtschaft Potsdam auf.

## Soziale Infrastruktur

### Feldsteinkirche und Religion
siehe Hauptartikel: Dorfkirche Wildenbruch
Der Bau der Feldsteinkirche Wildenbruch wird dem Anfang oder der Mitte des 13. Jahrhunderts zugeordnet. Trotz ihres wuchtigen Breitturms und ihrer ein Meter dicken Mauern ist das Bauwerk entgegen anderslautenden Darstellungen keine Wehrkirche und auch keine Kirchenburg. Dazu fehlten Möglichkeiten zur aktiven Verteidigung wie Schießscharten und hohe Wehrmauern um die Kirche herum sowie räumliche Möglichkeiten zur Vorratshaltung von Lebensmitteln.

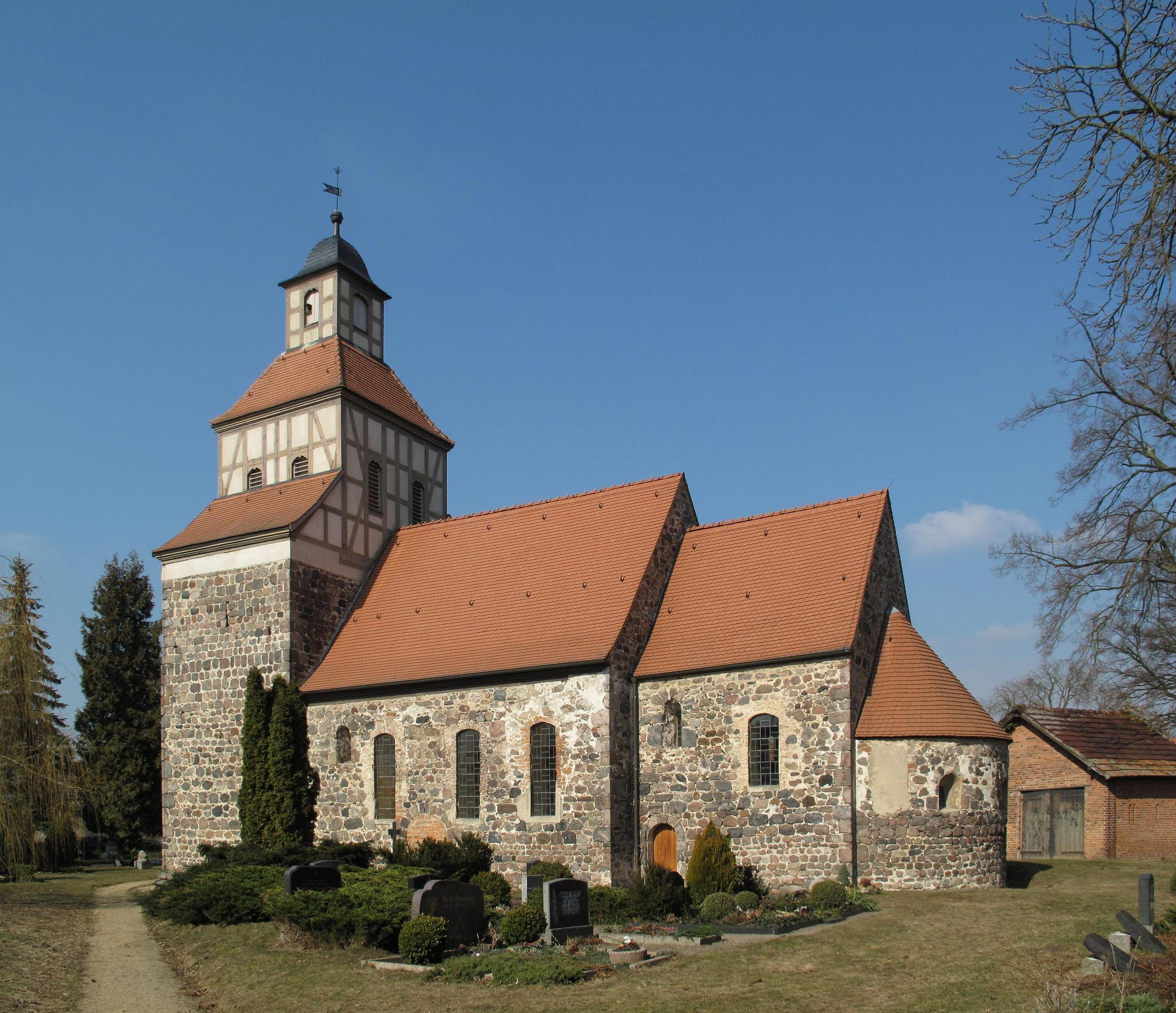
Feldsteinkirche Wildenbruch aus dem 13. Jahrhundert

Beim Bau der Kirche aus äußerst spröden und harten Granitbrocken sollen die Zisterzienser-Mönche des Klosters Lehnin beratend tätig gewesen sein. Der Westturm ist aus nahezu würfelförmig behauenen Feldsteinen geschichtet und hat eine Länge von 5,85 und eine Breite von 11,55 Metern. Er übertrifft die Breite des Kirchenschiffs, die bei 10,5 m liegt (Länge 11,2 m). An das Schiff schließen sich ein schmaler Chor (Breite 8,25 m, Länge 5,85 m) und eine gleichfalls schmale Apsis an. Die mittelalterliche Dachdeckung bestand wahrscheinlich aus Mönch und Nonne Ziegeln. Das Dach der Apsis wurde vermutlich um 1600 neu errichtet. 1737 erhielt der Breitturm einen Fachwerkaufsatz, der nach zwischenzeitlichen Veränderungen 1992 auf den dokumentierten Ursprungszustand von 1737 zurückgeführt wurde. Auf dem 24 Meter hohen Turmknauf krönt die Wetterfahne von 1737 mit der Inschrift „A.F.v.R.“ des Patronatsherren Leutnant der Garde Adolph Friedrich (II.) von Rochow den Bau.
In der ersten Hälfte des 19. Jahrhunderts erfolgten mehrfach Reparaturen des Turmdachs und Gemäuers. 1877 folgte eine Umgestaltung des Kircheninneren und der Einbau einer dreiseitigen Empore auf gusseisernen Stützen. Den Innenraum prägt eine weiße Kreideschlämmung. In der Apsis wurden mittelalterliche Malereien freigelegt und restauriert. Laut Engeser/Stehr lässt sich die Wildenbrucher am besten mit der Feldsteinkirche von Linthe vergleichen.
Die ursprüngliche Orgel aus dem Jahr 1884 wurde 1927 unter Beibehaltung des qualitätsvoll geschnitzten barocken Prospektes durch Alexander Schuke durch ein neues Instrument ersetzt, das wiederum 1998 durch Matthias Schuke um zwei Register ergänzt wurde. Das Instrument aus der Potsdamer Schuke-Werkstatt ist mit einem Manual, neun Registern und Pedal ausgestattet. Als Offene Kirche ist der Feldsteinbau, in dem regelmäßig Konzerte und wechselnde Ausstellungen stattfinden, am Wochenende zugänglich.
Die Kirche ist das einzige Gotteshaus in Wildenbruch und gehört zur „Evangelischen Kirchengemeinde Wildenbruch“. Die Gemeinde ist Teil des Kirchenkreises Beelitz –Treuenbrietzen im Sprengel Potsdam (bis 31. Dezember 2009 Sprengel Neuruppin) der Landeskirche Evangelische Kirche Berlin-Brandenburg-schlesische Oberlausitz (EKBO). Eine katholische Gemeinde und eine Neuapostolische Kirche bestehen im Nachbarort Michendorf. Die Pfarrei Wildenbruch blieb dem Brandenburger Domkapitel zugeordnet, auch über die 1539 von Joachim II. in der Mark Brandenburg eingeführte Reformation hinaus. Wie in vielen Orten der Mark wurden in Wildenbruch die katholischen Bräuche nach der Reformation noch lange gepflegt. So verzeichnet ein Inventarverzeichnis von 1600 ausdrücklich eine seidene Casel. Noch 1715 wurde der Chorrock benutzt und die Liturgie wurde hier bis in das 19. Jahrhundert gesungen.

### Weitere denkmalgeschützte Bauten und ländliche Baukultur

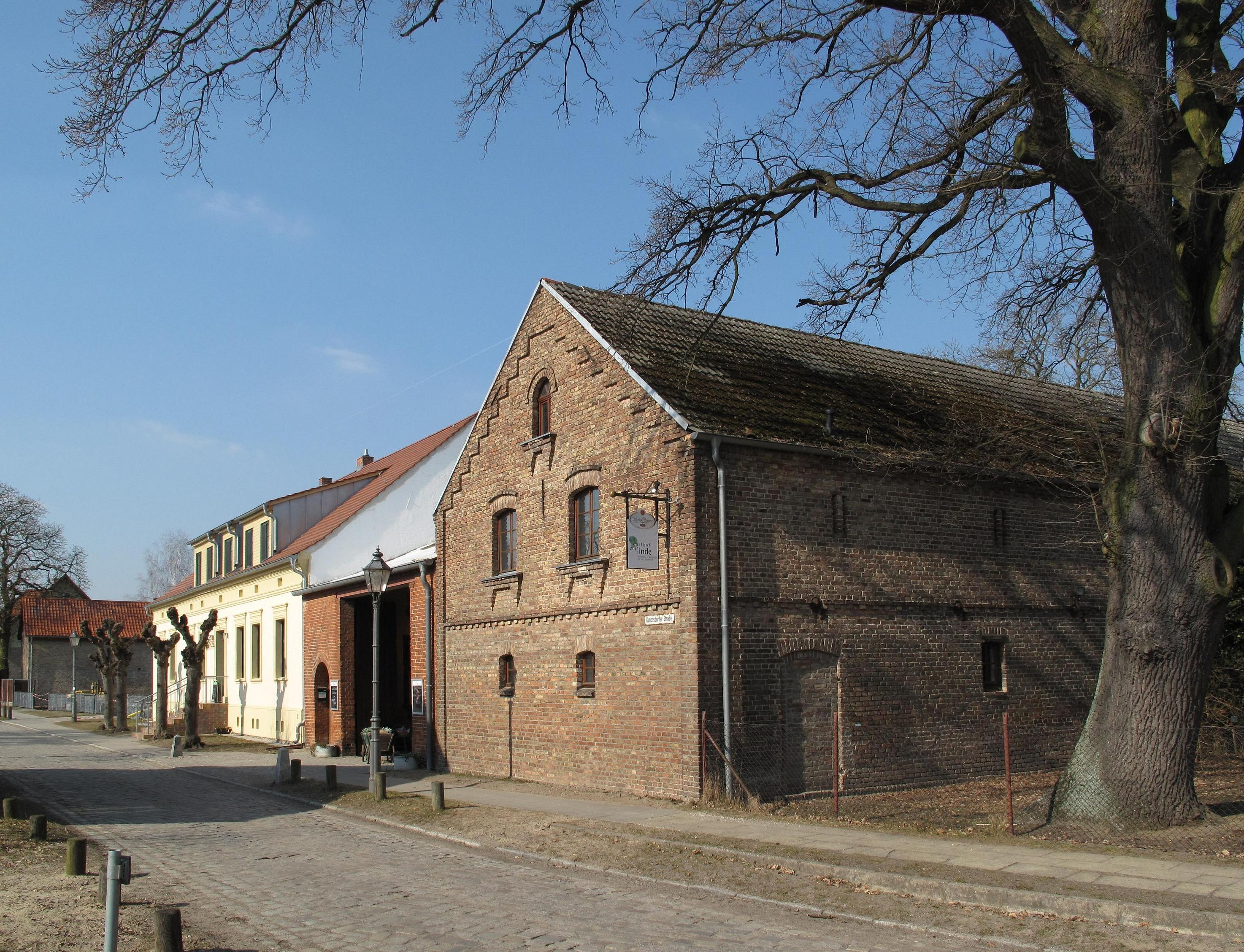
Denkmalgeschützter Gasthof Zur Linde

Denkmalgeschützt sind in Wildenbruch ferner das Bauernhaus nebst Torhaus und Stallgebäude gegenüber der Kirche, der alte Krug. Im Hauptgebäude ist seit Generationen der Gasthof Zur Linde ansässig. Nach der Wende wurden der Gasthof und die Nebengebäude restauriert und saniert und 1991 wiedereröffnet. Anfang des 21. Jahrhunderts wurde die Fassade des Bauernhauses rekonstruiert und der Dachstuhl mit zwei Gauben nach den historischen Bauplänen erneuert. Der Landgasthof verfügt heute über Ferienzimmer, Restaurant, Weinstube, Tenne, Hof- und Grillgarten sowie Wintergarten.
Auch in der Dorfstraße 9 steht ein ehemaliges Gehöft, bestehend aus Wohnhaus,
linkem Stallgebäude und Scheune, unter Denkmalschutz. Die Datenbank für ländliche Baukultur verzeichnet eine Reihe weiterer Wildenbrucher Gebäude. Zu diesen nicht denkmalgeschützten Bauten zählen:
- Das alte mitteldeutsche Schulgebäude, ein einstöckiges und 3-zoniges Backsteingebäude mit Queraufschluss und biberschwanzgedecktem Satteldach (das heutige Bürgerhaus).
- Das ehemalige Pfarrhaus, ein traufständiges mitteldeutsches und verputztes Backsteinhaus. Das 1½-stöckige und 3-zonige Gebäude ist gleichfalls quer aufgeschlossen und mit einem Krüppelwalmdach aus Biberschwänzen gedeckt.
- Das giebelständige und längsaufgeschlossene Spritzenhaus. Das einstöckige Backsteinhaus hat ein Satteldach mit Tonziegeln.
- Ein geschlossener und zwei offene, jeweils mitteldeutsche Dreiseithöfe, darunter ein Märkisches Dielenhaus (Hof 3).[42]

Sämtliche in diesem Kapitel aufgeführte Bauten liegen im historischen Dorfkern Wildenbruchs.

### Ortsbeirat, Wahl 2003, öffentliche Einrichtungen und Vereine

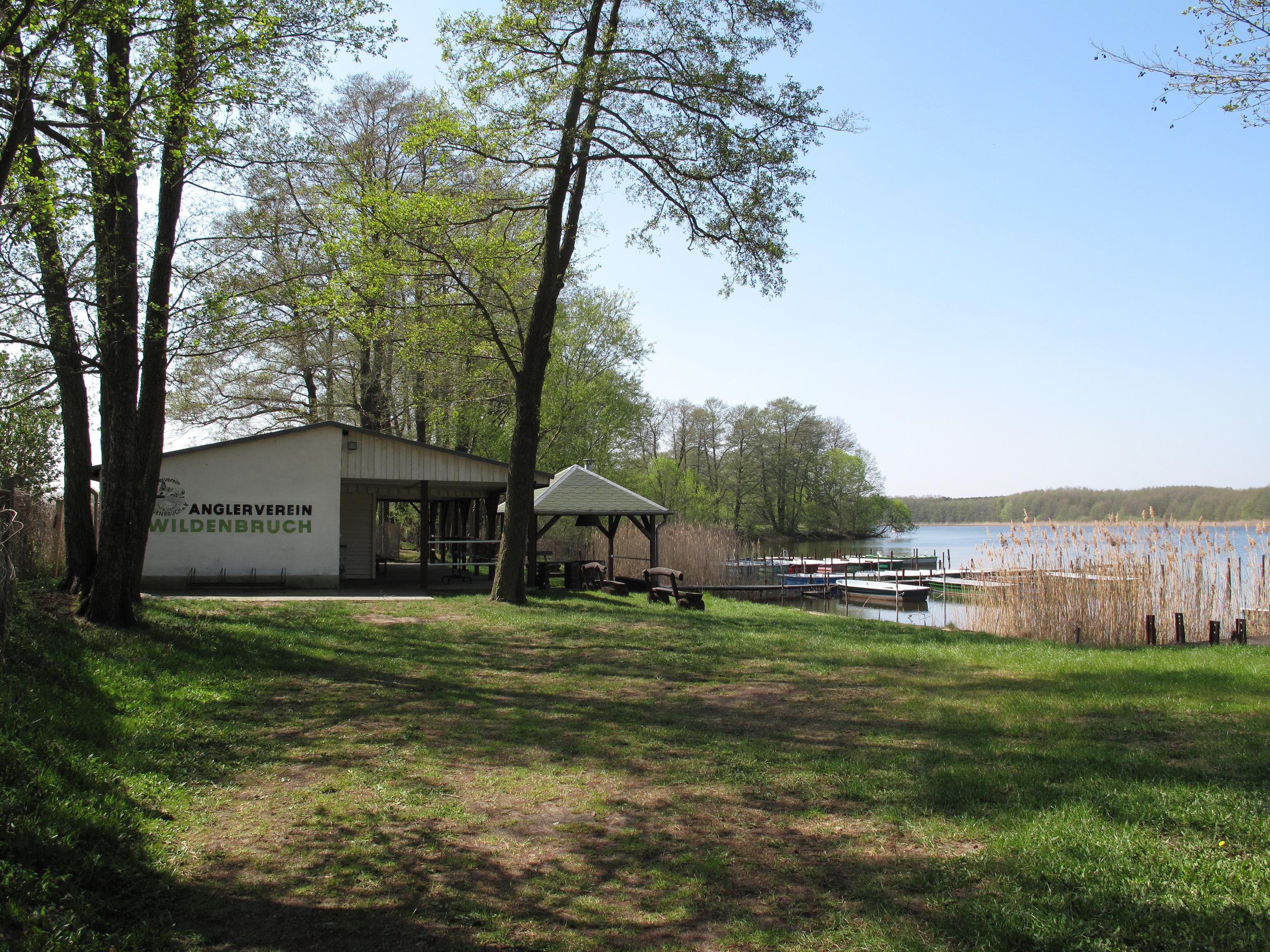
Angelverein Wildenbruch am Großen Seddiner See

Die Interessen Wildenbruchs vertritt ein Ortsbeirat. Ortsvorsteher ist Günther Schiemann, stellvertretende Ortsvorsteherin Roswitha Huth (Die Linke). Zum Beirat zählen ferner je ein Vertreter der CDU und von Bündnis 90/Die Grünen (Stand 2012) Bei der Wahl des Kreistages Potsdam-Mittelmark am 26. Oktober 2003 verteilten sich die Stimmen für den Ortsbeirat Wildenbruch wie folgt: SPD 148 (0 Sitze), CDU 394 (1 Sitz), PDS 236 (1 Sitz), Grüne/B90 187 (0 Sitze), FDP 136 (0 Sitze), Freie Bürgerliste Wildenbruch 1108 (3 Sitze).
Die Grundschule Wildenbruch unterrichtet in elf Klassen 205 Schüler (Stand 2012), die zu zwei Dritteln aus dem nördlichen Nachbarort Langerwisch sowie aus Michendorf, Fresdorf, Stücken und Wildenbruch selbst kommen. Seit dem Schuljahr 2007/2008 bietet die Halbtagsgrundschule eine integrierte Kindertagesbetreuung in Zusammenarbeit mit Hort und weiteren Kooperationspartnern an. Das 964 m² umfassende Schulgrundstück mit einem 720 m² großen Pausenhof, einer großen Mehrzwecksporthalle und einem Allwetterplatz liegt am Westrand der Fresdorfer Heide. Die Halle und der Sportplatz werden auch für den Freizeitsport von den Wildenbruchern genutzt, der Allgemeine Sportverein des Nachbarorts Michendorf (ASV) bietet hier mehrere Sportarten an. Direkt an das Schulgelände grenzt die Kita „Die Wildenbrucher Waldzwerge“.
Einmal wöchentlich hat der Jugendtreff Wildenbruch geöffnet, der an der Feuerwehr angesiedelt ist. Die Freiwillige Feuerwehr Wildenbruch verfügt über ein dreitoriges Feuerwehrhaus und war im Jahr 2004 mit einem LO und einem W50, beide aus DDR-Jahren, sowie einem Schlauchboot zum Einsatz auf dem Großen Seddiner See ausgestattet. Heutzutage stehen in der Fahrzeughalle ein Mercedes-Löschfahrzeug von Schlingmann und ein Volkswagen Crafter als Mannschaftstransportfahrzeug (MTF). Ferner sind ein Heimatverein und der Fastnachtsclub Wildenbruch e. V. ansässig. Der wahrscheinlich 1925 gegründete Fastnachtsverein pflegt wie das Nachbardorf Stücken das ursprünglich sorbische Brauchtum des Zemperns mit dem abschließenden „Bärenschlachten“. Um Ufer der Wildenbrucher Seebucht hat der Angelverein Wildenbruch e. V., der seit 1948 besteht, ein Vereinshaus und Geräteschuppen.

## Touristische Orientierung im 21. Jahrhundert

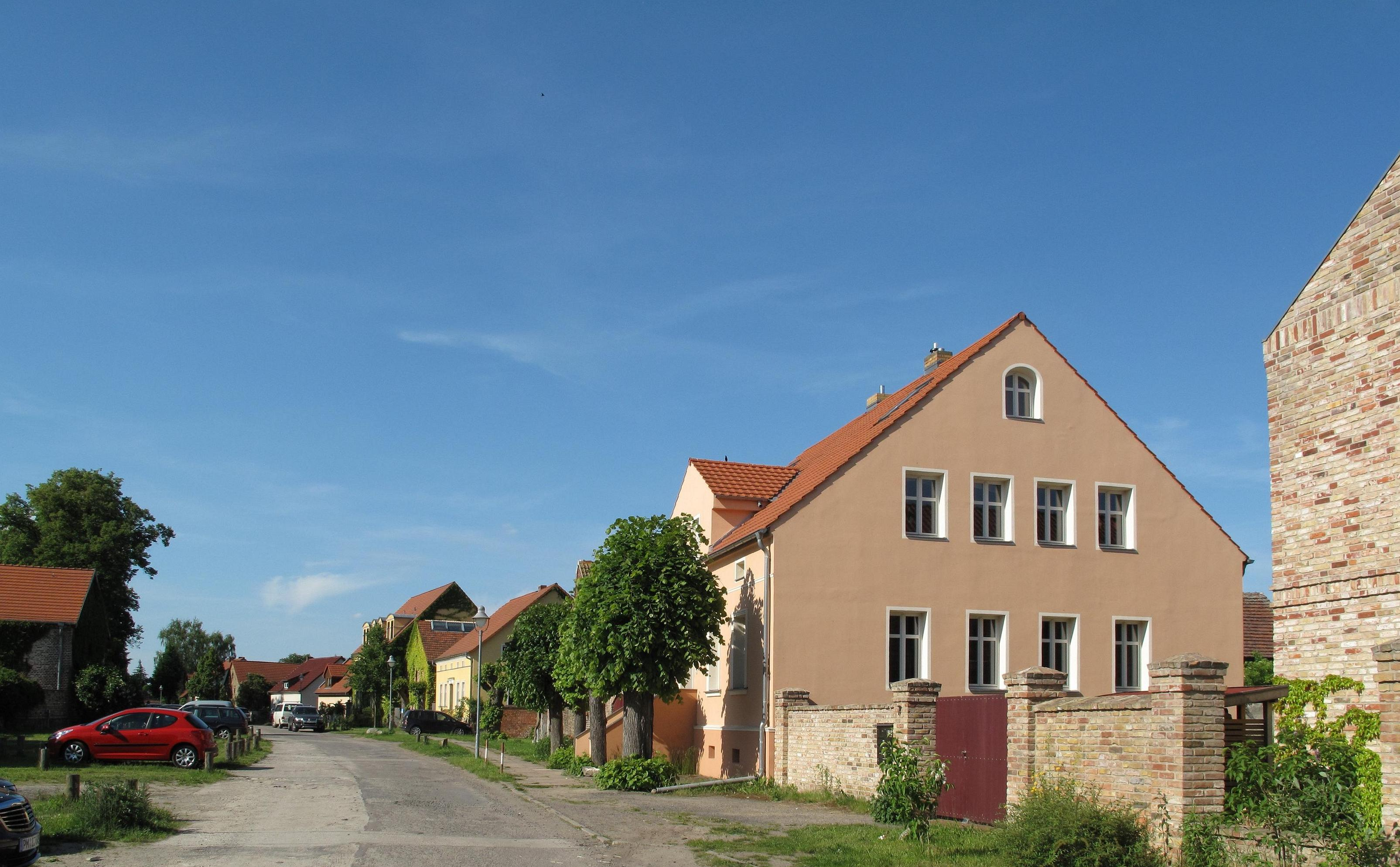
Dorfstraße im Dorfkern

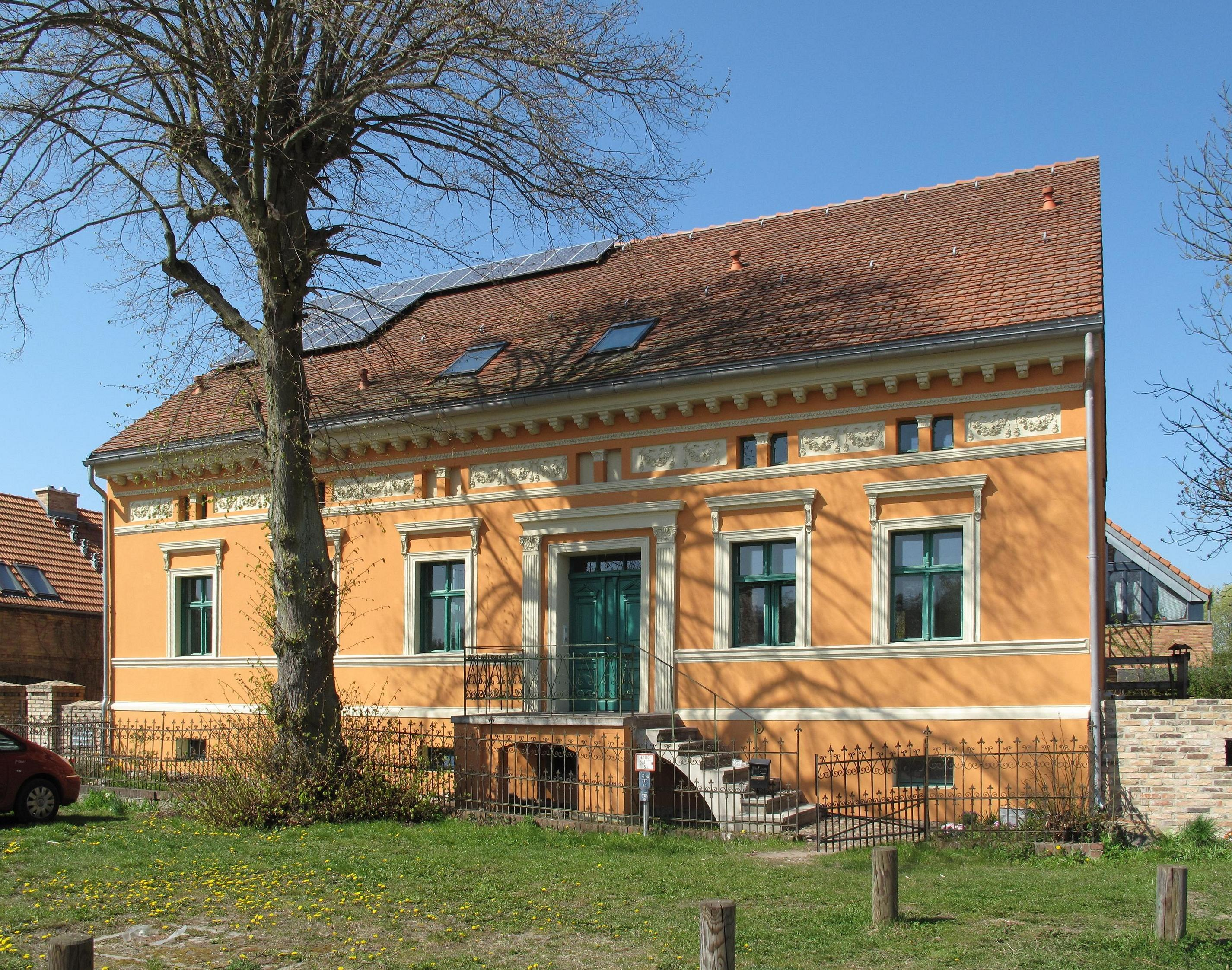
Restauriertes Bauernhaus in der Dorfstraße

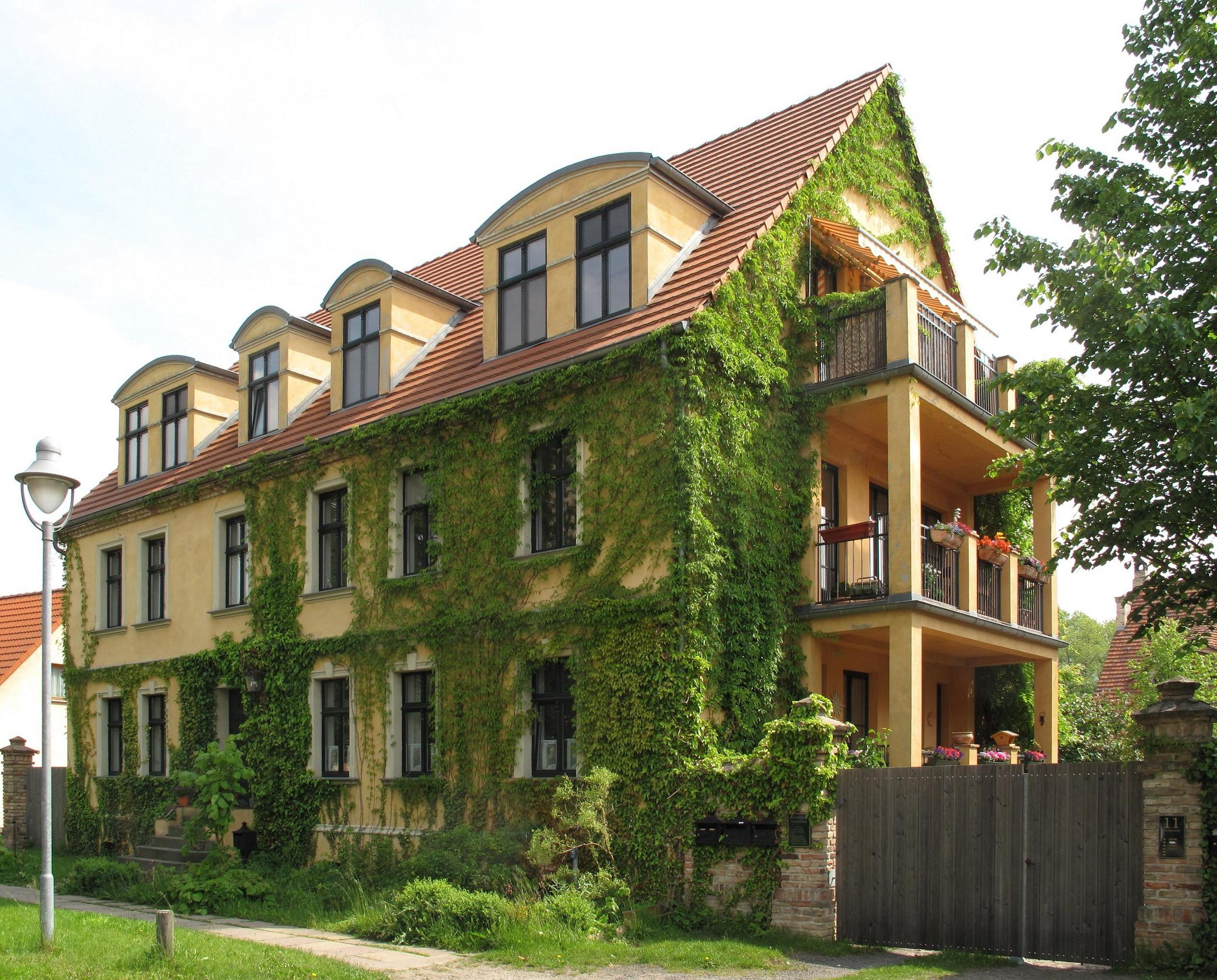
Für Wohnzwecke restaurierter ehemaliger Gutshof in der Dorfstraße 11

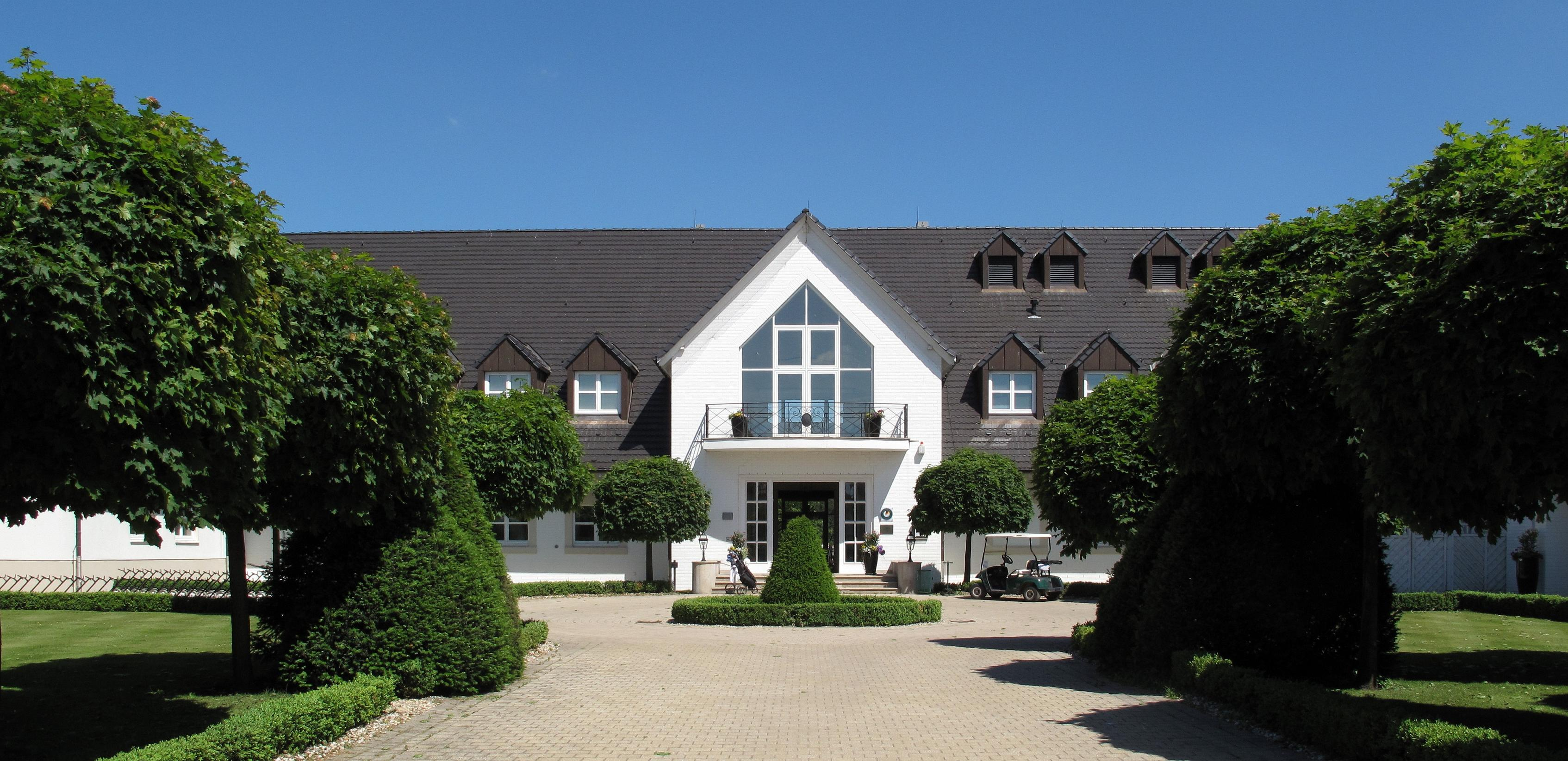
Clubhaus des Golfclubs

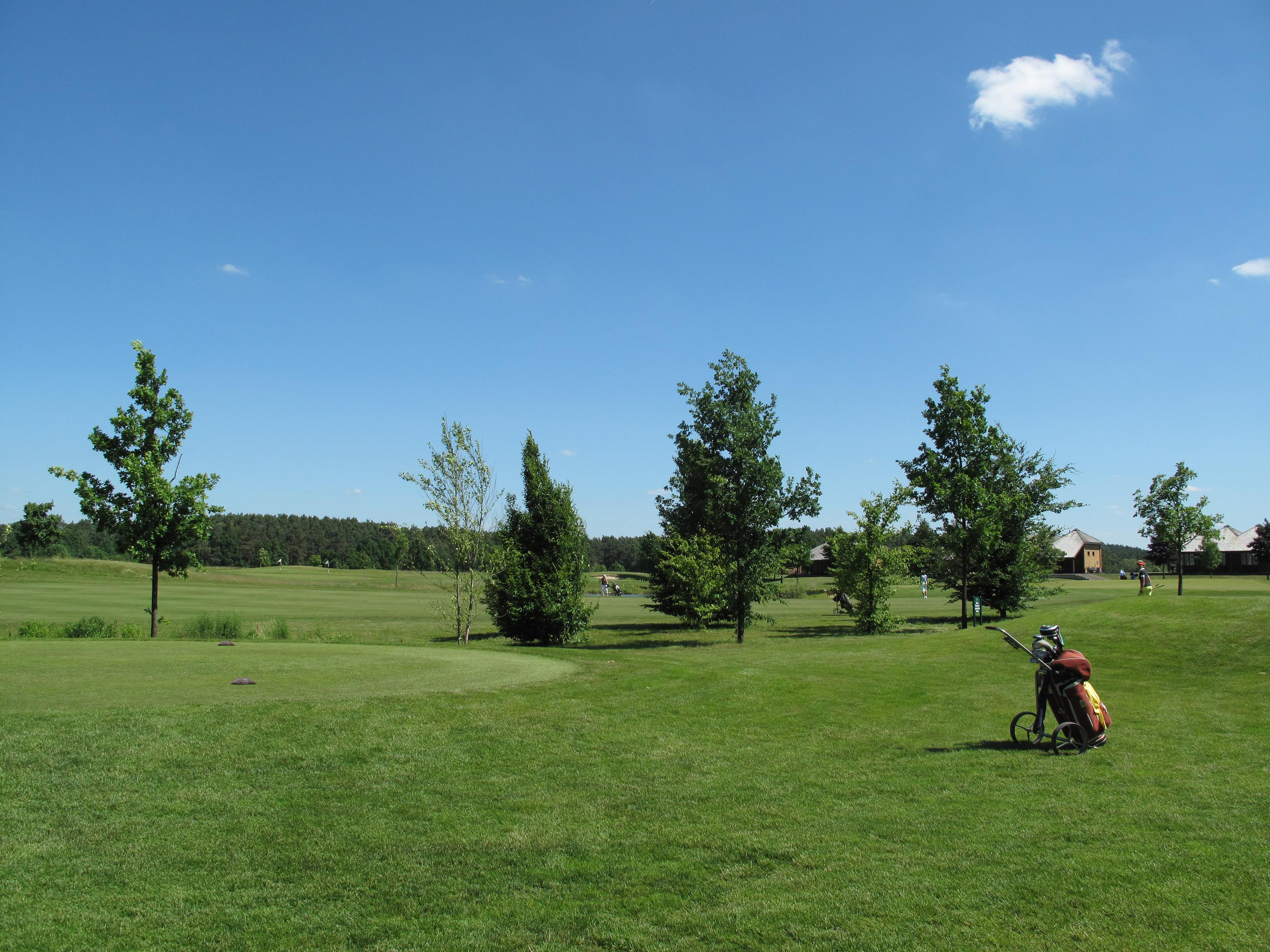
Golfplatz

Seit nach der Wende die Landwirtschaft für Wildenbruch an Bedeutung verloren hat, hat sich der Tourismus, vor allem der Tagestourismus, zu einem bedeutenden Wirtschaftszweig entwickelt. Faktoren für die Entwicklung sind
- die Sanierung und Aufwertung des mittelalterlichen Dorfkerns,
- der Golf- und Country Club Seddiner See,
- die weitläufige Landschaft des Naturparks Nuthe-Nieplitz mit dem Großen Seddiner See.

### Historischer Dorfkern

#### Bauliche und sozialstrukturelle Aufwertung
Der mittelalterliche Dorfkern Wildenbruchs ist als Bodendenkmal geschützt. Den Mittelpunkt des dörflichen Lebens bilden das Gemeindezentrum mit der historischen Dorfkirche und zwei Gaststätten. Die Bauernhäuser und Höfe mit ihren stuckverzierten Fassaden wurden nach der Wende überwiegend restauriert und die ehemaligen Wirtschaftsgebäude, Scheunen und Ställe zu Wohnzwecken und Ferienwohnungen umgebaut. Dabei wurden die für Brandenburg typischen Ziegelfassaden mit ihrer reichen Ornamentik – geschmückte Gesimse, Nischen, Fenster- und Zierbögen – vielfach in Handarbeit originalgetreu wiederhergestellt.
Ergänzend zu den überwiegend gehobenen Wohn- und Ferienangeboten haben sich verschiedene alternativmedizinische Gesundheits-, Bewegungs- und Ernährungsangebote etabliert. In einem der Höfe der Dorfstraße bietet ein Ayurveda-Fachinstitut Akupunktur und Ayurveda-Kuren an. Ein weiterer Vierseithof führt in mehreren Praxen Kurse zum gesunden Bewegen (z. B. Yoga) sowie zur ganzheitlichen Physiotherapie mit systemischer Familien- und Gesundheitsberatung durch.

#### Der Dorfkern als Filmkulisse
Für zwei Fernsehfilme verwandelte sich Wildenbruch in das fiktive Krummenwalde, ein idyllisches brandenburgisches Dorf mit See, Badewiese, Feldsteinkirche und Dreiseithöfen. 2002 drehte hier der Regisseur Matthias Tiefenbacher die ARD-Komödie „Liebling, bring die Hühner ins Bett“ und 2009 Matthias Steurer die Fortsetzung „Liebling, weck die Hühner auf“. Die „liebenswerte […]Provinzkomödie, die an Gemeinschaftsgeist und Eigeninitiative appelliert“, beschreibt im ersten Teil die Integrationsprobleme einer Familie nach ihrer Stadtflucht von Berlin aufs Land. Der zweite Teil thematisiert die Folgen der Wirtschaftskrise, die auch vor dem beschaulichen Krummenwalde nicht Halt macht, für die zugereiste Großstadtfamilie und die alteingesessenen Dorfbewohner. In den Hauptrollen standen 2009 Axel Milberg, Katja Flint, Kai Wiesinger, Thomas Thieme, Astrid Meyerfeldt, Andreas Schmidt und Simone von Zglinicki und 2002 neben Axel Milberg unter anderem Barbara Rudnik.

### Golf- und Country Club Seddiner See
Der Golf- und Countryclub Seddiner See wurde zwischen 1995 und 1997 auf dem brachliegenden Gelände der LPG angelegt. Er liegt – vom Wasser getrennt durch den Seerundweg und die Uferzone – oberhalb des Nordufers des Großen Seddiner Sees. Seine Südseite bildet die Nordgrenze des Naturparks Nuthe Nieplitz. Seit 2000 ist er im Eigentum der Aktionäre und Clubmitglieder. Er verfügt auf einem 185 Hektar umfassenden Gelände (mit dem in Lehnmarke angrenzenden Wohnpark 250 Hektar) über zwei 18-Loch-Meisterschaftsplätze, Driving Range mit Übungsgelände, Clubhaus und Betriebshof.
Das flachwellige bis hügelige Zaucheplateau mit seinen teils sandigen Böden bot ideale Voraussetzungen für die Anlage, die um einige Teiche und Seen ergänzt wurde. Den Nordplatz legte der Architekt Rainer Preißmann mit dem Ziel an, „die Idee des Landschafts-Golfplatzes, gepaart mit den Möglichkeiten des strategischen Designs, zu verwirklichen.“ Der Südplatz stammt von Robert Trent Jones Jr., einem Sohn des renommierten amerikanischen Golfarchitekten Robert Trent Jones. Jones verfolgte bei seiner Anlage die Philosophie, „den natürlichen Bewegungen des Landes zu folgen und nicht eine Sequenz von Löchern gegen den Verlauf des Terrains überzustülpen. In anderen Worten, wir bemühen uns konstant, einen Golfcourse zu kreieren, der sich harmonisch in die natürlichen Konturen des Geländes einfügt, indem wir ‚auf das Land hören‘“. In einem Ranking der schönsten deutschen Golfplätze belegte der Club 2009 den siebten Rang. Der DGV-Nationaltrainer Rainer Mund bezeichnete ihn 2005 als „die beste Golfanlage in Deutschland“.  2005 ernannte die Mitgliederversammlung den langjährigen Präsidenten Klaus Herlitz zum Ehrenpräsidenten des Vereins.
Für sein sportökologisches Qualitäts- und Umweltmanagement nach ISO 14001, das er nicht zuletzt zum Ausgleich seines enormen Wasserbedarfs (60.000 bis 100.000 m³ im Jahr) durchführte, erhielt der Club, der im Rahmen des Sanierungspilotprojektes Seddiner Seen eine Pelicon-Anlage zur Phosphatfällung finanziert hatte, 2009 die Urkunde Golf- und Natur in Gold vom Deutschen Golf Verband.

## Landschaft und Naturschutz

### Wegenetz und See
Rund um den Dorfkern schließt sich eine weitläufige Natur mit sanften Hügeln und wechselnden Feld-, Wald- und Wiesenflächen an. Kleinräumige Biotope des Naturparks Nuthe-Nieplitz sorgen für eine große Artenvielfalt. Rund 250 Meter südlich der Feldsteinkirche befindet sich an der Wildenbrucher Bucht des Großen Seddiner Sees ein flach abfallender Badestrand. Der 218 Hektar umfassende weichselglaziale Rinnenbeckensee ist ein eutropher Flachsee mit einer mittleren Tiefe von 3 und im Maximum von 7,2 Metern und gilt aufgrund seiner geringen Tiefe als geeignetes Einstiegsgewässer für Surfer. Zudem bietet das Gewässer Möglichkeiten zum Rudern und Segeln. Durch die Landschaft zieht sich ein ausgedehntes Netz von Wander-, Rad- und Reitwegen.

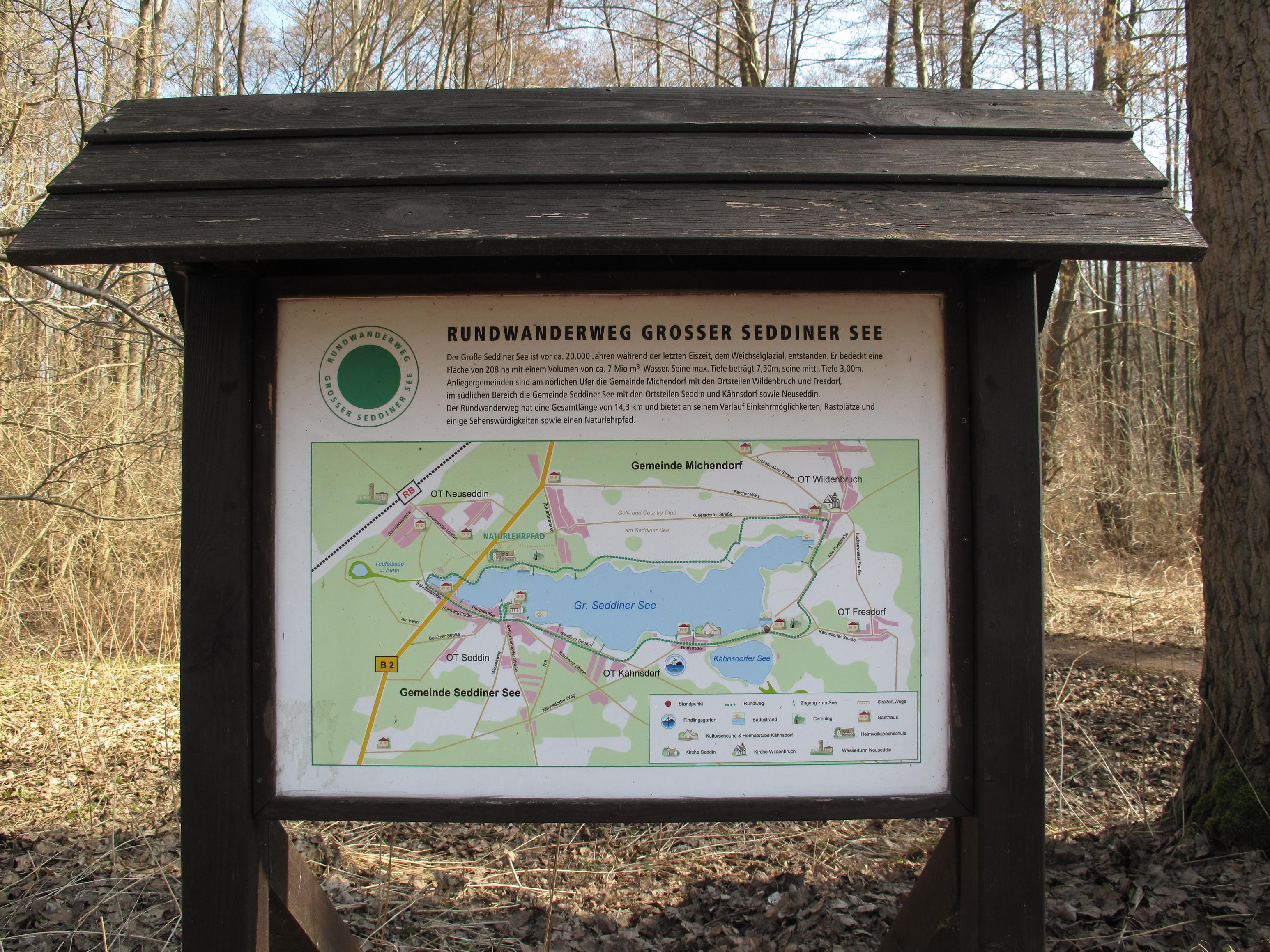
Lage Wildenbruchs am Großen Seddiner See und Rundwanderweg

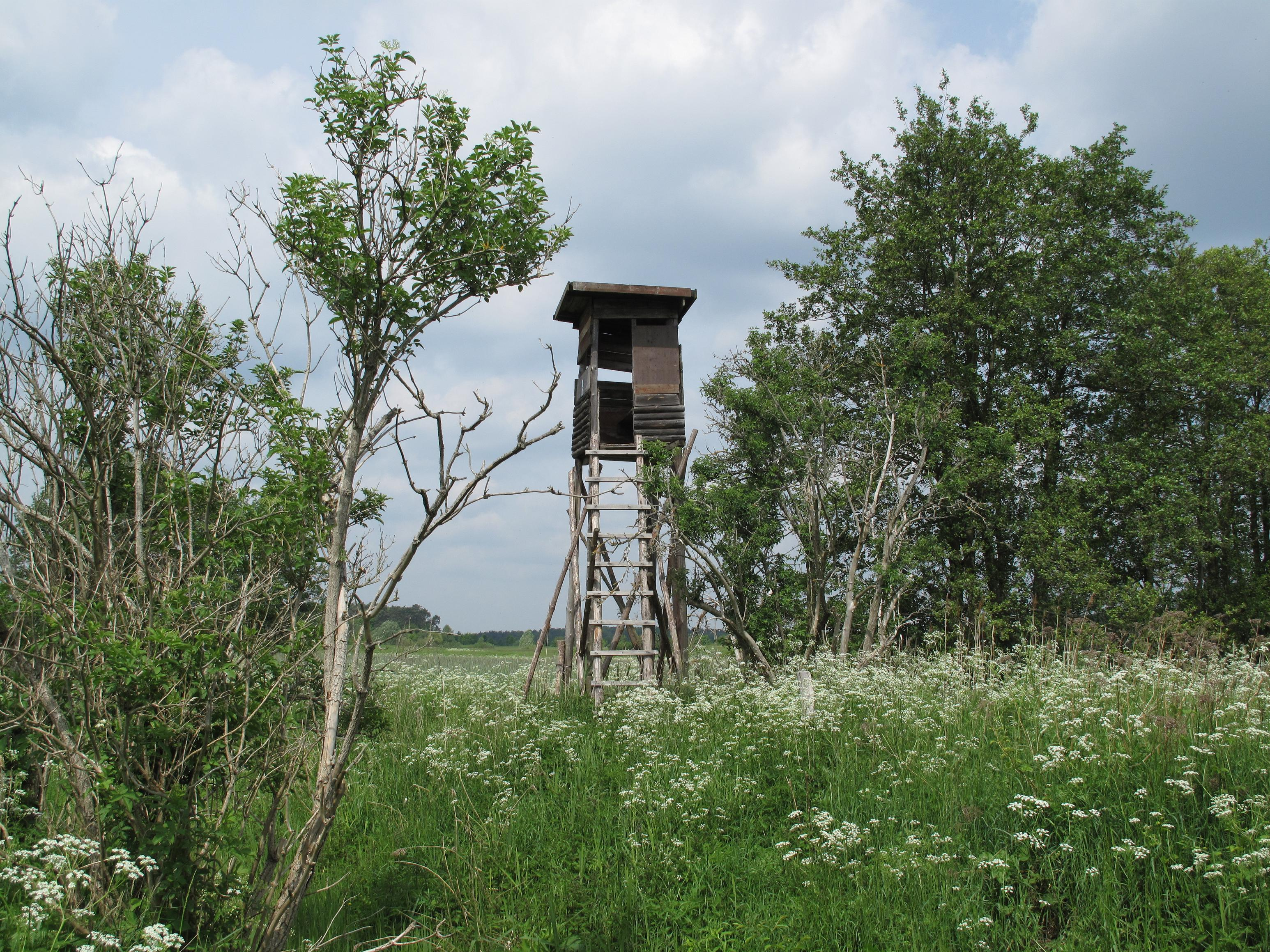
Landschaft über dem Nordufer des Sees

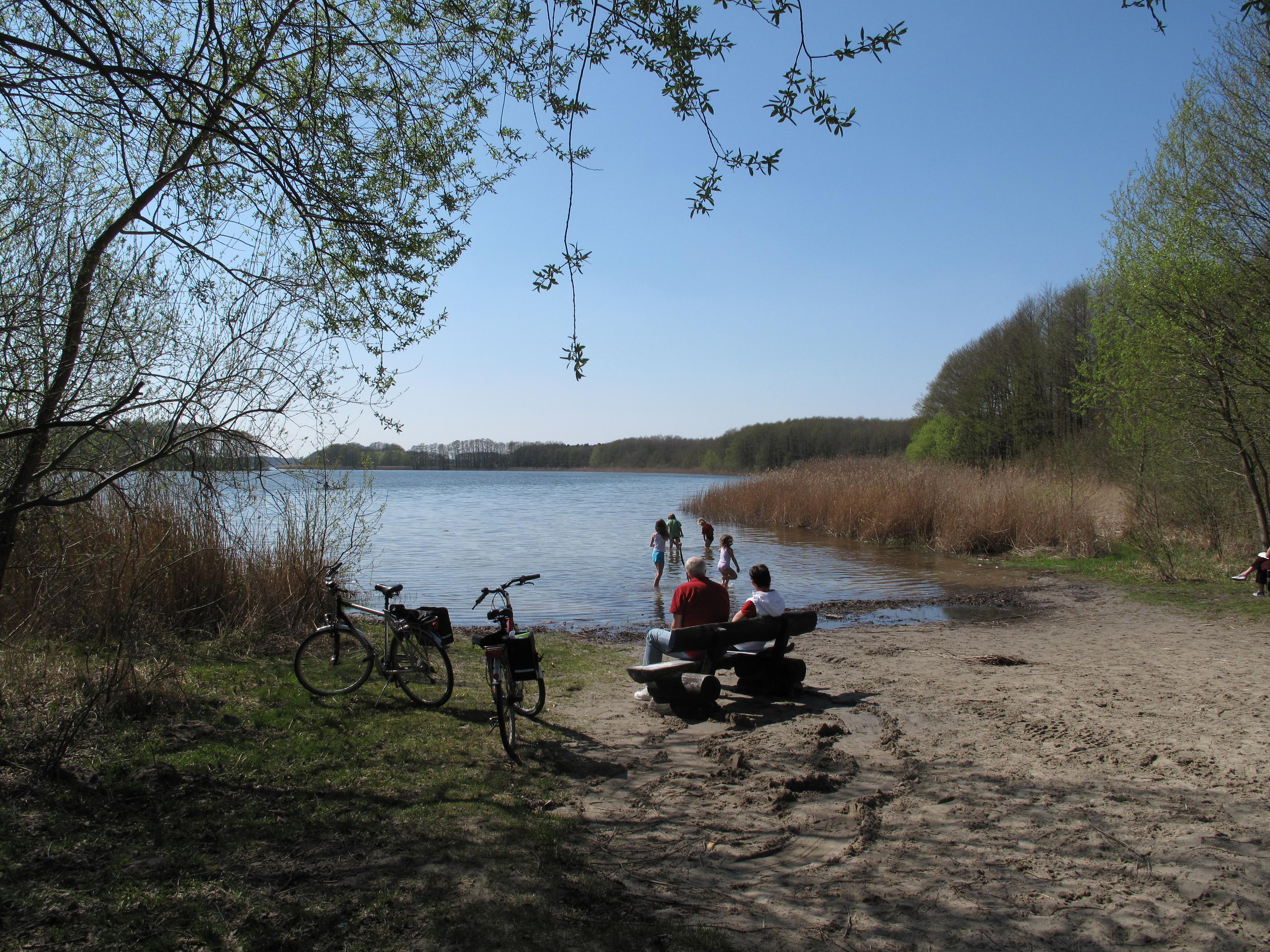
Wildenbrucher Strand

Ein Wanderbuch aus dem Jahr 1911 beschrieb den Weg von Michendorf nach Wildenbruch folgendermaßen:

„Rechter Hand […] erhebt sich der Michendorfer Berg (79 m hoch), dann tritt die Straße in das freie Feld hinaus und senkt sich mehr und mehr nach dem kleinen Dörfchen Wildenbruch hinunter. Es liegt so einsam und abgelegen da, daß es vom Strom der Touristen fast nie berührt wird. Wunderbar schön sind seine altertümliche Kirche und der wild vom Grün überwucherte Friedhof. Die alten Lehmhütten und die holperige Dorfstraße muten an wie ein Stück märkischer Poesie aus längst vergangener Zeit. Direkt von der Kirche führt ein Fußweg nach der äußersten Spitze des Seddiner Sees hinunter. Der Boden schwankt unter den Füßen, er ist moorig und weich. Der leicht bewegte See schillert herauf aus grünen Uferwiesen und sanft ansteigenden bestellten Flächen.“

In seinem Nordabschnitt ist der 10,3 Kilometer lange Seerundweg Teil der 66-Seen-Regionalparkroute, einem Wanderweg rings um Berlin, der sich nach Westen in der ehemaligen glazialen Abflussbahn der Seenkette über das Seddiner Fenn und den Teufelssee zu den Lienewitzer Seen fortsetzt. Im Westen grenzt Wildenbruch an die ausgedehnten Mischwälder des Kunersdorfer Forstes und im Osten erstreckt sich die Gemarkung in die Kiefern-dominierten Wälder der Fresdorfer Heide. Auch östlich des Dorfkerns zeigen zwei kleinere Gewässer und trockengefallene Schilfovale die ehemalige Abflussrinne an, an der ein Wanderweg durch den Langen Grund der Fresdorfer Heide bis zum östlichen Austritt der Rinne aus dem Saarmunder Endmoränenbogen entlangführt. Ein wasserbestandener Erlenbruch zwischen dem Ziebchenberg (81 m) und Backofenberg (91 m) bildet das letzte Relikt der Abflussbahn vor ihrem Austritt in die Nuthe-Nieplitz-Niederung, die ehemalige Trebbin-Potsdamer Abflussbahn.

### Flora und Fauna, Laichschon- und Brutvogelschutzgebiet
→ Abschnitt Flora und Fauna im Hauptartikel Großer Seddiner See
Wildenbruch und seine Umgebung bilden einen vielfältig strukturierten Lebensraum für bedrohte Pflanzen und Tiere. Allein auf den ehemaligen Ackerflächen des Golfclubs belegten floristische und faunistische Untersuchungen des Instituts für angewandte Gewässerökologie im Jahr 2008 unter 323 Tier- und Pflanzenarten 75 gefährdete Arten der Roten Liste Deutschlands beziehungsweise des Landes Brandenburg. Durch gezielte sportökologische Maßnahmen, die der Golfclub in Abstimmung mit den zuständigen Behörden und Institutionen durchführte, hat sich die Artenvielfalt auf dem Offengelände seit 1991 verdreifacht.
92,5 % der Uferlinie des Großen Seddiner Sees sind von Röhricht bestanden. Dominant war mit 85 % – auf zwei Drittel der Fläche als Reinbestand – das Schilfrohr, das allerdings seit 1995 von schmalblättrigem und breitblättrigem Rohrkolben zurückgedrängt wird. Funktionelle Bedeutung für die Ökologie des Sees hat insbesondere ein 10,7 ha umfassender zusammenhängender Röhrichtbereich unterhalb des Golfplatzes am Nordufer. Das geschlossene Schilfbiotop war bereits in der DDR-Zeit als Naturdenkmal geschützt und gilt nach wie vor als erhaltenswertes Laichschon- und Brutvogelschutzgebiet.

## Persönlichkeiten
Mit Wildenbruch ist das Leben folgender Persönlichkeiten verbunden:
- Johanna Bandel (* 1752; † 1828), am 31. März 1752 in Wildenbruch geboren, heiratete 1773 den königlich preußischen Generalmajor Bonaventura von Rauch (* 1740; † 1814).
- Volker Bartsch (* 1953), Bildhauer und Maler, lebt und arbeitet seit 1996 in Wildenbruch
- Die Jüdin Bianca Lewin (1889–1952) konnte mit ihrer Tochter während der Zeit des Nationalsozialismus unbehelligt in Wildenbruch leben, weil das Dorf sie unter kollektiven Schutz nahm. Am 27. Oktober 2018 wurde ein Gedenkstein für sie enthüllt.[59]